# 누라리횬의 손자의 등장인물
누라리횬의 손자의 등장인물은 시이바시 히로시의 만화 《누라리횬의 손자》에 등장하는 인물의 목차이다.
- 성우는 드라마 CD·TV 애니메이션 모두 동일하다.

## 관동. 대요괴 임협일가 <누라구미>(關東. 大妖怪 任俠一家 <奴良組>)

### 누라구미 본가(奴良組 本家)
누라 리쿠오(奴良りクォ)
성우 - 후쿠야마 준, 대럴 길보(인간)와 그랜트 조지(요괴, 북미판) / 유년시절 : 키타무라 에리, 소피 로버츠(북미판)
본작의 주인공. 현재 중학교 1학년 (12세)
누라리횬의 피를 1/4 이어받은 손자로, 인간과 요괴의 혼혈아.(이름은 누라리횬의 쿼터(Quarter : 1/4)인 것에서 유래）。각성했을 때에는 체내에 흐르는 요괴의 피 때문에 모습이 바뀌며, 성격 또한 바뀐다. 함께 사는 요괴들은 도련님, 혹은 리쿠오 님 등으로 부른다.(리쿠오가 정식으로 3대 총대장이 된 이후에는 100% 리쿠오 님, 혹은 총대장이라고 부른다.)
본작의 초반에는, 각성한 리쿠오는 각성전 (인간)의 일도 모두 기억하고 있으나 인간일 때에는 각성했을 당시의 일을 기억하지 못했다. 그러나 (큐소)세이야와 싸운 뒤부터 기억하게 되어 (그 전에 가고제와 헤비다유를 죽인 기억도 돌아온다) 조직을 지켜야 하는 후계자로서의 자각을 갖게 된다. 그러나 그러한 연유로 무리하는 일도 많고 시코쿠 팔십팔귀야행과 싸우기 전에는 잠도 자지 않고 무리하여 쓰러지기도 하였다. 모반을 일으킨 규키에게는 어떠한 처벌도 내리지 않고 다시 누라구미 일원으로 받아들여, 누라리횬에게 아직 무르다는 평을 듣지만 인간의 모습일 때도 결코 무능하지 않으며, 모쿠교 다루마, 규키에게 '어느 의미로는 인간일 때 누라리횬의 본질에 더 가깝다'는 평을 받을 정도로 사람의 마음에 쉽게 파고드는 천성도 가지고 있다.
<누라구미> 차기 총대장이지만 인간의 피가 많이 섞여있기 때문에 싸움을 좋아하지 않고, 이 때문에 반대하는 세력도 많다. 또한 할아버지인 누라리횬에게 악행을 저지르지 말라고 훈계하기도 하며, 요괴들과 얽힌 일은 안좋은 일인 경우가 많기 때문에 요괴를 악으로 보는 구석도 있으나 누라구미원들을 친가족처럼 소중히 생각하고 있다. '타인에게 칭찬을 많이 받을수록 훌륭한 사람이다'고 믿어 학교에서는 누군가 부탁을 하면 기뻐하며 받아들이고 있지만, 일각에서는 그런 리쿠오를 쫄다구 취급하며 부려먹기도 한다. (그렇기 때문에 카나와 본가의 요괴들은 학교에서 이지메를 당하고 있는게 아닌지 걱정하고 있다.) 체구는 보통이지만 도저히 그 체구에 어울리지 않게 운동신경이 매우 뛰어나고 학교성적 역시 상위권이다. 후에 하고로모기츠네를 쓰러트린 후 정식으로 3대 총대장이 된다.
요괴로 각성했을 때의 리쿠오
인간일때는 짧은 갈색 머리칼이었지만, 요괴가 된 모습은 요염하고 날카로운 눈매에 흑색과 백색이 반반씩 섞인 옆으로 길게 뻗친 긴 장발을 가진 장신(나이는 12세인데 키는 175cm)의 미소년. 젊은 시절의 누라리횬의 모습과 많이 닮았다. 복장은 초반에는 흑색 유카타에 청색 하오리를 입은 모습이지만 쿄 요괴편 때부터는 청색이었던 하오리가 등 부분에 누라구미의 마크가 새겨진 흑색 하오리로 바뀌고 유카타는 원래 입었었던 흑색 유카타에 백색과 황갈색 바탕의 유카타를 껴입은 모습이다.(이때의 복장은 젊었을 때의 누라리횬하고 매우 닮은 복장이다.)처음으로 8살때 각성하였지만 밤에만 요괴로 있을 수 있다는 것이 최고의 약점이다. 각성을 하면 말투도 약간 거칠어지며 각성 전과 비교해 인간일 때와는 반대로 호전적이고 상당히 대범적이고 도발적인 성격이 된다. 극중 초반에는 의도적으로 변신하지 못했으나 이야기가 진행됨에 따라 주위가 어두워지거나 밤이 되면 언제라도 각성 할 수 있게 되었다.
- 무기
  - 《네네키리마루(値切丸)》: 누라리횬에게 물려받은 검. 본래는 케이카인 가문 13대 당주인 케이카인 히데모토가 요우히메를 지키기 위해 호신용으로 만든 퇴마도(頹魔刀)였으나 하고로모기츠네와의 싸움에서 누라리횬이 입수. 네네키리마루가 유일하게 벨 수 없는 건 인간인데 그 이유는 음양사가 불어넣은 양의 힘으로 베기 때문이다. 후에 부활한 누에(아베노 세이메이)의 공격에 의하여 완전히 파괴되었으나 리쿠오는 케이카인 아키후사에게 네네키리마루를 훨씬 능가하는 퇴마도나 요도를 만들어 달라고 부탁한다. 정식명칭은 누에키리마루(누에를 베는 칼)지만 13대 히데모토가 부르기쉽게 네네키리마루로 불렀다고 한다.

- 기술
  - 회복 능력 : 요우히메의 혈통의 힘을 어느 정도 물려 받아 요물의 피가 1/4정도만 흐르고 있음에도 불구하고 보통 반요나 요물들 이상의 회복능력과 재생능력을 발휘한다. 직접적으로 치유 능력을 물려받은 아버지 리한과는 달리 대를 거치면서 조금씩 약해지면서 회복 능력만 물려받은 듯.

- - 누라 가문 비전. 야쿠자 킥

- - 플라잉 야쿠자 킥

- - 명경지수(明鏡止水) : 리쿠오의 발(發). 압도적인 존재감을 지닌 <외>(畏)를 발동하여 그 존재감으로 인해 역으로 상대방이 자신을 인식하는 것조차 하지 못하게 한다. 너무도 압도적인 존재감인 나머지 상대는 자신도 모르게 무의식적으로 명경지수의 힘을 인식하는 것 자체를 거부하게 되며 이 기술에 걸린 상대는 누라리횬이 보이기는커녕 기척조차 느낄수도 없게 된다. 누라리횬 曰 - "나의 잔에 파문은 일지 않는다." "어떠냐, 내 전투방식. 운치 있지 않느냐?"

- - 오의 - 명경지수 "요주. 사쿠라"(奧義 - 明鏡止水 "妖酒. 櫻") : 명경지수를 이용한 누라구미 두목의 대를 이어오는 비전의 기술. 신비로운 힘이 깃든 술을 거대한 술잔에 따라 그걸 적에게 퍼트린다. 잔에 있는 술에서 파문이 퍼질 때 순식간에 술이 발화해 마치 벚꽃잎 같은 푸른빛의 화염으로 적을 불태워 버린다. 원래는 인간이 만들어낸 음양술로, 과거 누라리횬이 백귀를 이끌 때 얻은 힘이다.

- - 경화수월(鏡花水月) : 리쿠오의 빙(憑). '거울에 비치는 꽃, 물속의 달'이라는 말처럼, 자기 자신을 외(畏)로 감싸 인식조차 못하게 한 '명경지수'와는 달리 '경화수월'은 존재를 인식할 수도 있고 모습도 보이지만 정작 만질 수가 없는 허상을 계속해서 적에게 보이는 기술, 적이 당황하는 사이에 반격이 가능하다. 시코쿠 팔십팔귀야행의 타마즈키와의 결전에서 처음 발동시킨 후 토오노에서 수행을 하여 완전히 습득하였다.

- - 어업. 귀전(御業. 鬼纏) : 쿄 요괴인 츠치구모와의 싸움에서 완전히 대패하고 역대 최고의 굴욕을 당한 리쿠오를 규우키가 쿠라마 산으로 데려가 수행시켜 리쿠오가 습득한 새로운 힘. 명경지수나 경화수월이 리쿠오가 지닌 요괴의 피를 이용한 기술이었다면, 귀전은 리쿠오가 지닌 인간의 피를 이용한 기술이라고 할 수 있다. 인간의 피가 흐르는 만큼 그 인간인 부분은 다른 요괴동료들에게 믿고 맡긴다며 리쿠오의 아버지인 2대 총대장 누라 리한이 만들어낸 기술, 반요 전용의 외(畏)이기 때문에 완전한 요괴인 초대 총대장 누라리횬은 사용이 불가능하다. 다른 요괴의 외(畏)와 리쿠오 자신의 외(畏)를 융합시켜 종래에 없던 새로운 힘을 만들어내는 놀라운 기술이며 다른 요괴의 외(畏)를 둘러 자신의 외(畏)와 합쳐 기술을 만들어내 바깥으로 발산하는 외포(畏砲)와, 다른 요괴의 외(畏)를 자신이 직접 옷처럼 둘러 입어 자신의 힘을 사용함과 동시에 옷처럼 두른 다른 요괴의 외(畏)의 힘도 동시에 사용할 수 있는 외습(畏習)이 있다.

1. . 귀전. 설하홍매(鬼纏. 雪下紅梅) - 츠라라와의 귀전. 네네키리마루에 츠라라의 외(畏)를 둘러 얼음의 칼날을 만들어 베는 기술, 기존의 베는 것보다 훨씬 더 위력적으로 파워 업 되었다. 이 기술을 쓸 때 리쿠오의 등에 한 쌍의 눈송이 문신이 새겨진다.
2. . 귀전. 습색자원겸(鬼纏. 襲色紫苑鎌) - 토오노의 이타쿠와의 귀전. 이타쿠가 외(畏)로 인해 거대한 자주빛 낫으로 변신해 리쿠오가 그것을 사용하는 기술.
3. . 귀전. 독우(鬼纏. 毒羽) - 젠과의 귀전. 전방으로 독기를 담은 검격을 강력하게 발산하는 기술.
4. . 귀전. 암기흑연무(鬼纏. 暗器黑蓮舞) - 쿠로타보와의 귀전. 지금까지 나왔던 귀전의 기술은 전부 다 외포(畏砲)이지만 이번 경우는 쿠로타보를 리쿠오가 옷처럼 두르는 외습(畏習)의 형식이다. 기술을 시전하면 리쿠오가 마치 쿠로타보와 비슷한 모습으로 변화하며 쿠로타보의 암기흑연무와 리쿠오의 경화수월도 동시에 사용이 가능하다.
5. . 귀전. 농홍대신조(鬼纏. 弄弘大神爪) - 쇼에이와의 귀전, 야수의 손이 달린 엄청나게 거대한 대도를 휘둘러 상대를 두동강낸다.

- -  명경지수 - 참(明鏡止水 - 斬) : 오의 - 명경지수 요주 사쿠라를 참격에 실어서 불꽃의 검으로 바꾸는 기술

토노 요괴 이타쿠가 기초를 가르쳤으나 리쿠오는 그 기술을 응용하여 새로운 기술을 만들어 낸게 바로 명경지수 - 참이다.
누라리횬의 손자 178화에서 나오는 기술 - 쿨엔조이 Vega 올림 2011/11/14
누라리횬(ぬらりひょん)
성우 - 오오츠카 치카오, 윌리엄 프레더릭 나이트(북미판) / 젊은 시절 : 유사 코지, 키스 실버스틴(북미판)
리쿠오의 할아버지이자, 요괴의 초대 총대장. 2대(누라 리한[누라리횬의 아들이며서 누라 리쿠오의 아버지])에게 자리를 양도하고 은퇴하였으나 아들이 요절한 뒤 다시 총대장을 맡고 있다. 무기로는 일본도를 사용하며 예전에는 악행이 끝이 없고, 〈암흑세계의 왕〉으로 군림했었지만, 지금은 요술을 무전취식의 수단으로 사용하고 있다. 과거에 요괴의 천적인 음양사의 정점인 케이카인 본가에서 밥을 먹고 온 적도 있다.(그 때 처음으로 케이카인 히데모토와 만났다.) 리쿠오가 3대 자리를 잇기를 바라고 있으며, 나이는 어림잡아 1000살을 넘었다. 그러나 하고로모 기츠네에게 간을 빼앗겨 수명이 많이 줄은 것으로 보인다. 후에 리쿠오가 하고로모기츠네를 쓰러트려 악연을 끊고 오자 리쿠오에게 총대장 자리를 물려주고 은퇴한다
- 기술
  - 진. 명경지수(眞. 明鏡止水) : 리쿠오의 명경지수와 같지만 리쿠오의 명경지수보다 하늘과 땅 차이만큼이나 완성도가 비교도 안되게 높다.

- - 진. 경화수월(眞. 鏡花水月) : 리쿠오의 경화수월과 같지만 리쿠오의 경화수월보다 하늘과 땅 차이만큼이나 완성도가 비교도 안되게 높다.

누라 리한(奴良り半)
성우 - 후지와라 케이지, 맷 머서(북미판)
누라리횬과 요우히메의 아들로, 리쿠오의 아버지.
누라구미 2대 총대장으로, 외모는 젊은 시절의 누라리횬과 쏙 닮은 장신의 미남. 헤어스타일도 닮았지만 이쪽은 그 특유의 서있는 머리 아래로 꽁지머리를 하고 있고, 머리카락도 검은 색이다. 머리카락까지 백발이 되는 리쿠오 쪽이 누라리횬을 더 닮은 듯. 누라리횬과 리쿠오가 머리카락과 차림새까지 쏙 닮은데 비해 이쪽은 줄무늬 옷에 속에는 달라붙는 바지를 껴입고 있다.
속눈썹이 상당히 길고 어째서인지 등장하는 컷마다 한 눈을 감고 있고 여유로운 미소를 띄고 있는게 특징적. 어릴 적 곱슬머리라 규키는 세츠라의 곱슬머리를 보고 오해하기도 한다. 알고 보니 어머니인 요우히메도 어릴 적에는 곱슬머리였다고. 외모 및 방탕하고 호쾌한 성격은 아버지를 닮았지만 상냥하고 남이 다치는 것을 싫어하는 성격은 어머니에게서 물려받았다. 또 어머니인 요우히메의 능력인 치유 능력까지 사용 가능
에도시대 때 관동 지방의 요괴를 통솔해 누라구미를 전성기까지 이끈 대단한 사람이며 게다가 400년 전 누라구미를 아는 음양사 13대 케이카인 히데모토도 감탄할 만큼 제법 거물인 요괴들까지 수하로 삼고, 그 의리를 지켜오게 한 장본인이었다. 400년 전 사람인 13대 케이카인 히데모토가 몰랐던, 본편에서 활약하는 간부급 요괴들은 대부분 이 사람에게 반해서 누라구미에 들어왔다. 이 때 합류한 요괴들 중 인간 출신인 요괴들이 제법 있다는 게 특징. 가지각색인 데다 제멋대로인 요괴들을 전부 따르게 한 데다, 세력을 불리기까지 했다는 점에서 반요임에도 불구하고 그 강함과 카리스마가 엄청났음을 짐작케 한다.
동료를 지키기 위해 싸우며, 그것이야말로 진정한 강함이라고 말하는 사나이. 임협물에서 보이는 의리에 살고 죽는 이상적인 야쿠자 상을 표현한 것 같은 인물이다. 누라리횬의 자유분방한 카리스마에 "지키기 위한 싸움"을 하는 다정함을 겸비한 사내. 그의 대에 새로 합류한 요괴들이 따르게 된 이유도, 그의 사상에 호응한 부분이 있었기 때문으로 보인다. 실제로, 새로 부하가 된 쿠비나시, 케조로, 아오타보는 "누군가를 지키려고 했던" 자들이었다. 요괴 세상의 우두머리다운 위엄을 갖고 있었지만, 인간을 사랑하고 어린 자식의 미래를 염려해서 인간과 요괴라는 운명 사이에서 스스로 선택하도록 리쿠오에게 요괴 세계의 일을 너무 직접적으로 가르치지 않도록 한 다정한 아버지이기도 하다. 즉, 진정한 의미로 반인반요이며 강유를 겸비했던 남자라 하겠다. 또한 요괴의 세계가 리쿠오의 피처럼 점점 엷어져 갈 것이라 예견했다.
어업 귀전을 만든 장본인으로 어업을 깨달은지 얼마안되는 리쿠오가 유키온나 하나의 힘을 빌린정도로 츠치구모의 전력을 이끌어 낼정도였으니, 리한이 두목일 당시에는 자신이 반은 인간임을 자각하고 인정하여 부하들에게 의지하였으며, 모두에게 힘을 빌림으로써 진정으로 강력한 힘을 내게 되었다고 한다.
누라리횬 이후로 하고로모기츠네가 부활하지 못한 것은, 사실 역사의 암흑기 마다 부활하려는 시도를 이 사람이 그 때마다 물리쳐왔기 때문이라고 한다(이 때 케이카인 가는 뭐한 걸까). 과연 이를 갈 만도 하다. 그 때문에 부활하지 못한 세이메이와 리한에게 퇴치당한 에도 햐쿠모노가타리구미의 조장 산모토 고로자에몬의 음모로 아들인 리쿠오가 아직 어렸을 때,미나고로시지조 지장이 조종하는 자신의 전부인이었던 야마부키 오토메 의해서 칼에 찔려 살해당한다. 이때 이 사건의 관련 인물들은 모두 기억을 조작당한 바람에 그 현장에 있었던 리쿠오 또한 기억을 조작당하게 되어 이 사건의 진실을 알고 있는 사람은 극히 적다. 그가 사망한 후 누라구미는 쇠퇴하게 시작하였다.
- 기술
  - 치유(熾柔) : 어머니인 요우히메의 능력이었던 치유 능력을 그대로 물려받았으며, 겐로쿠 시대 때 만바무카데의 독에 당한 야마부키 오토메의 상처를 치료하는데 사용했다.
  - 명경지수(明鏡止水)
  - 경화수월(鏡花水月)
  - 어업. 귀전(御業. 鬼纏)

1. . 외습. 백화요란(畏習. 百花曜亂) - 쿠로타보와의 귀전 중 외습에 해당하는 형태, 리한과 쿠로타보를 반으로 나눈듯한 모습으로 변하며 이 때 소유한 무기를 발화시켜 불타는 무기로 공격한다.
2. . 외포. 유성천하(畏砲. 流星天下) - 쿠로타보와의 귀전 중 외포에 해당하는 형태, 자신이 지닌 모든 무기를 하늘에서 쏟아부어 마치 유성처럼 상대를 공격하는 기술

유키온나(雪女) - 츠라라(氷羅)
성우 - 호리에 유이, 커샌드라 리(북미판)
누라구미 본가에 함께 살고 있는 요괴 중 하나. 리쿠오의 측근이면서 누라구미 산하조직 중 하나인 츠라라구미의 두목. 인간이름은 '오이카와 츠라라'(渭川 氷柱).
요괴들은 유키온나라고 부르지만 리쿠오는 츠라라라고 부르는 경우가 많다. 외견은 리쿠오와 비슷한 나이의 미소녀. 트레이드 마크인 목도리는 어머니를 따라한 것. 누라구미 본가의 가사전반을 담당하고 있다. 리쿠오와의 신뢰관계는 누라 가에서 가장 강한 측근에 속하며 각성한 리쿠오의 모습에 뺨을 붉히는 등 연애감정다운 묘사도 많다. 주로 눈보라를 일으켜 적을 얼어붙게 만드는 기술이 특기이지만 얼음으로 긴창이나 해머를 만들어 접근전을 벌이는 경우도 적지 않다. 리쿠오가 요괴모습으로 각성한 뒤, 인간의 모습으로 변해 리쿠오와 함께 학교에 다니고 있다. 츠라라는 인간모습일 때의 이름. '츠라라'라는 이름은 리쿠오가 그 사실(학교에 같이 다녔었다는)을 알고나서 들었으나, 실은 그 요괴의 이름인 듯하다. 왜냐하면 리쿠오가 토오노로 수행을 떠나는 편이 있는데 거기서 또다른 유키온나가 등장하며 그 이름은 레이라라고 했기 때문이다. 요괴의 천적인 음양사를 두려워 해 초반에는 유라를 두려워했었다. 학교에는 등하교 및 부활동(키요십자 괴기탐정단)만 할 뿐 수업은 듣지는 않는다. 리쿠오(특히 요괴일 때 리쿠오)를 좋아하고 있으며 리쿠오와는 충성을 맹세하는 7:3 비율의 잔을 나눠 마셨다. 교토에서의 싸움이 끝난 후 리쿠오가 정식으로 3대 총대장이 되자 아오타보, 쿠로타보와 함께 누라구미 3대 총대장(리쿠오)의 측근간부가 되어 어머니인 세츠라의 뒤를 이어 아라와시 일가를 통솔하게 된다.
- 기술
  - 저주의 눈보라· 눈 화장(呪 吹雪. 雪化粧) : 눈보라로 상대방을 얼어붙인 뒤 산산히 부숴 가루로 만들어버린다..

- - 저주의 눈보라. 풍성학려(呪 吹雪. 風聲鶴麗) : 강력한 눈보라로 상대방을 얼어붙게 만들어 움직임을 막는다.
    - 영창 : "내 몸을 휘감은 권속들이여, 빙결하라. 난뎃손님을 차갑게 환대하라. 어둠속에 하얗게 빛나며 얼어붙는 바람을 두려워할지니"

- - 저주의 눈보라. 설산살해(呪 吹雪. 雪山殺害) : 퍼붓는 눈보라의 추위로 상대방을 잠재운다.

유키온나(雪女) - 세츠라(雪羅)
성우 - 호리에 유이, 커샌드라 리(북미판)
에도시대 누라구미에 있던 유키온나로 누라리횬의 측근이자 츠라라의 어머니.
누라리횬과 입맞춤하는 것이 목표이다.(하지만 유키온나와 입을 맞추면 얼어 죽는다는 설 때문에 누라리횬이 피하고 있다.) 하고로모 기츠네 전에서는 이바라키 도지와 교전하였다. 누라리횬의 최측근 여성이라는 이유로 평소 대범한 행동을 많이 하지만 다른 사람 앞에서 이름이 불리면 수치심으로 동요한다.
아오타보(靑田坊)(아오보즈)
성우 - 야스모토 히로키, 카일 에이베어(북미판)
누라구미 본가에 함께 살고 있는 요괴 중 하나, 리쿠오의 측근. 전투력은 쿠로타보와 함께 리쿠오의 측근들 중에서도 최고로 강하며 쿠로타보와 함께 단연 누라구미 내에서도 엄청난 전투력을 자랑한다.
짙은 감색의 법의를 입고 있으며 올려쳐다볼 정도로 거구이다. 강인한 체구에, 요괴를 일격에 때려 죽이는 괴력의 소유자로 누라구미 제일의 괴력이며 누라구미의 주력이기도 하다. 애칭은 〈아오〉.
<누라구미 돌격대장>을 자칭하며 전투에서는 쿠로타보와 함께 선두에 서는 경우가 많다. 리쿠오가 각성한 뒤 쿠라타라는 인간으로 변하여 츠라라와 함께 리쿠오의 학교에 다니고 있다. 리쿠오를 쫄다구처럼 부려먹는 인간들을 혼줄낸 뒤, 어느샌가 폭주족 〈혈외무 백귀야행〉의 리더가 되었다. 리쿠오와 7:3 비율로 잔을 나눠 마시고 충성을 맹세한다. 본래 아이들을 좋아하던 파계승이었지만 사람을 많이 죽여 타락해 요괴가 될 위기에 처하고, 그 모습을 근처를 지나던 법도 높은 승려가 아오타보의 힘을 봉인하는 것으로 막아왔었다. 하지만 자신이 돌보던 아이들이 산적 떼에게 공격당하자 결국 요괴가 되는 것을 감수하고는 산적들을 죽여 아이들을 지킨다. 그 때의 영향인지 몰라도 아이들을 좋아하고, 투덜대면서도 아이들이 위험에 처하면 지키려고 애를 쓴다. 교토에서의 싸움이 끝난 후 리쿠오가 정식으로 3대 총대장이 되자 츠라라, 쿠로타보와 함께 누라구미 3대 총대장의 측근간부가 된다.
- 기술
  - 강력예찬(强力例燦) : 자신의 본래 힘을 봉인하고 있는 "백골 염주"를 해체한 후에 필살 핵펀치를 날려 공격한다.

쿠로타보(黒田坊)(쿠로보즈)
성우 - 토리우미 코스케, 벤 프론스키(북미판)
누라구미 본가에 살고 있는 요괴 중 하나, 리쿠오의 측근. 전투력은 아오타보와 함께 리쿠오의 측근들 중에서도 최고로 강하며 아오타보와 함께 단연 누라구미 내에서도 엄청난 전투력을 자랑한다.
신장은 리쿠오의 측근들 중 아오타보 다음으로 크며 검은 법의에 삿갓을 쓰고 있다. 파계승 동지답게 아오타보와 사이가 좋으며 아오타보와 마찬가지로 누라구미의 주력이기도 하다. 전투시에는 아오타보와 함께 선두에 나선다. 애칭은〈쿠로〉.
손에 들고 있는 석장외에 법의 안에 무수한 암기를 숨겨 가지고 다니며, 불의의 습격을 하는 암살파계승이라는 이명을 가지고 있다. 또한 '비겁하다'는 말을 최고의 칭찬으로 여긴다.
리쿠오가 정식 후계자 후보가 되면서 세일즈맨으로 위장하여 호위(등하교 호위 및 뒷문 감시)를 맡고 있다. 기본적으로 인간에겐 무관심하나 치한 의혹을 풀어준 토리이에게는 은의를 품고 있다. 리쿠오와 7:3 비율로 잔을 나눠 마시고 충성을 맹세한다.
인간, 요괴를 떠나 여자와는 사소한 일로 트러블이 생기는 경우가 많다. 아와시마에게는 〈에로타보〉라 불리고 있다.
교토에서의 싸움이 끝난 후 리쿠오가 정식으로 3대 총대장이 되자 츠라라, 아오타보와 함께 누라구미 3대 총대장의 측근간부가 된다.
과거, 에도 겐로쿠 시대 때 빈민가의 아이들의 마음이 만들어낸 요괴이며 산적들이 쳐들어올 때 쿠로타보의 이름을 부르면 검은 옷을 입은 파계승이 자신들을 구원해준다는 이야기에서 탄생했다. 아이들을 지킨다는 마음 하나로 살아왔으나 산모토에게 속아 조종당해 햐쿠모노가타리의 대간부 시절로 있었었다. 후에 리한이 쳐들어온 후 산모토의 세뇌가 풀리고 에도 거리를 지킨다는 리한의 이상에 반해 리한과 잔을 나누고 귀전을 해 산모토를 죽인다.
- 기술
  - 암기흑연무(暗器黑蓮舞) - 법의 소매에서 무수한 암기를 꺼내 적을 불시에 공격한다.

쿠비나시(首無)
성우 - 사쿠라이 타카히로, 토드 스톤(북미판)
누라구미 본가에 살고 있는 요괴 중 하나, 리쿠오의 측근. 리쿠오의 측근들 중 두 번째로(아오타보, 쿠로타보 다음으로)강하다. 〈죠슈의 현살사〉라는 이명을 가지고 있으며 잘생긴 청년이지만 목이 없고 머리와 몸이 분리되어 머리는 공중에 떠있다. 술에 약한 면을 보이고 인간, 요괴를 떠나 여자에게는 약한 일면을 가지고 있으며 리쿠오나 케죠로는 그런 점을 걱정하고 있다. 리쿠오가 정식 후계자 후보가 된 뒤 머플러를 둘러 없는 목을 감추고 선글라스를 낀 사람으로 위장하여 리쿠로를 호위하고 있다.(등하교 호위 및 교문감시) 리쿠오와 체격이 비슷하기 때문에 카게무샤로 변하는 경우도 있다. 리쿠오와 7:3 비율로 잔을 나눠 마시고 충성을 맹세한다.
에도 시절, 요괴에게 동료를 잃고 자신도 죽어 그 원한으로 요괴가 되었으며, 자신의 동료들을 죽인 요괴들을 증오하며 계속 요괴들을 죽여왔었다. 하지만 누라구미의 영역에서 요괴를 죽이던 중 그 사실이 누라구미 2대 총대장 누라 리한에게 발각되어 결국은 리한이 이끄는 백귀야행과 홀로 맞서싸우다 누라 리한의 공격에 당하여 결국 패하고 만다. 하지만 그 때 케죠로가 리한에게 쿠비나시만을 살려달라고 간청하고 그 뒤로 리한은 쿠비나시에게서 케죠로가 한 행동을 본보기 삼으로써, 진정으로 "강함"의 의미를 알려준다. 그 이후로 쿠비나시와 케죠로는 리한의 의지에 반해 누라구미에 들어오게 된다.
- 무기
  - 흑현(黑弦) : 쿠비나시가 무기로 쓰는 특제 실. 죠로구모의 실에 케죠로의 머리카락을 섞어 만들었다. 죠로구모의 강력한 거미줄과 한 번 잡은 것은 절대 놓치지 않는 케죠로의 엄청난 집착이 힘의 원동력이 되며 외(畏)를 발동하면 이 실이 쇠사슬처럼 단단하고 예리해진다.

- 기술
  - 현술(弦術) "살취(殺取)" - 사슬거미(くさり蜘蛛) : 흑현을 상대의 주위에 얽히게 한 다음 순간적으로 흑현을 팽팽히 잡아당겨 상대를 결박한 다음 목을 조르는 기술.

- - 현술(弦術) "살취(殺取)" - 사행인(蛇行刃) : 흑현의 예리함과 강도를 최강으로 해 실로 묶는 것뿐만이 아니라 아예 실로 감은 부분을 아예 패여버리게 하는 기술.

- - 현술(弦術) "살취(殺取)" - 나선인(螺旋刃) : 이바라키도지와의 싸움에서 사용한 기술. 싸움 필드였던 고산수 정원의 모래 바닥을 이용해 상대를 중심으로 흑현을 모래 바닥 밑에 소용돌이 모양으로 파묻히게 한 다음 위에서 잡아당기면, 모래 바닥에 소용돌이 모양으로 잠겨 있던 흑현이 엄청난 기세로 그 위에 서 있던 상대를 찢어발기면서 솟구친다.

갓파(河童)
성우 - 야베 마사히토, 브라이스 패픈브룩(북미판)
누라구미 본가에 살고 있는 요괴 중 하나, 리쿠오의 다섯 번째 측근. 리쿠오의 측근들 중 세 번째로 강하며 리쿠오의 백귀야행 일원 중 한명이다. 좋아하는 음식은 오이이며 이름은 달리 없고 본인도 생각해 본 적이 없어 그냥 캇파로 통한다. 평상시는 뜰의 연못에 살고 있으며 꽤 마이페이스적인 성격이다. 종종 민간인에게 목격되어 매스컴을 타 리쿠오에게 지적을 받고있다. 리쿠오가 정식으로 총대장 후보가 되고 나서는 그도 리쿠오의 호위를 돌게 되었다.
인간시의 모습은 머리의 계란껍질(?)을 벗고 검은 머리에 헤드폰을 쓴 모습을 하고 있는데 손의 물갈퀴만은 변하지 않고 그대로 남아있다. 아메조와는 비슷한 종족이라 그런지 나름 친해진 듯. 리쿠오와는 충성을 맹세하는 7:3 비율의 잔을 나눠 마셨다.
- 기술
  - 갓파 인법 비전. 미즈치 알(河東忍法泌傳. みずち球) : 손에서 수구(水球)를 발사하는 기술, 물이긴 하지만 파괴력은 무시 못한다. 정발판에서는 교룡구(蛟龍球)라는 이름으로 대체되었다.

- - 갓파 인법 비전. 비밀 통과 못 : 지정한 장소에 연못으로 이루어진 일종의 워프 터널을 만들어 다른 장소로 이동하는 기술.

케죠로(毛倡妓)
성우 - 카카즈 유미, 웬디 리(북미판)
누라구미 본가에 살고 있는 요괴 중 하나. 긴 웨이브 머리를 한 여자 요괴로 리쿠오의 백귀야행 일원 중 한명. 에도 시절에는 '키노'라는 이름으로 활동했었다. 글래머 스타일의 미녀의 모습을 하고 있으며 쿠비나시 曰 - "한 번 반하면 떨어지지 않는 성격" 누라구미 본가에서 츠라라와 마찬가지로 부엌일을 도맡고 있으며 여장부 스타일이다. 전투시에는 머리카락을 살아 있는 것처럼 조종하여 상대방을 졸라매는 것이 특기다. 쥐를 싫어한다. 리쿠오가 정식 후계자 후보가 된 뒤 그녀도 인간으로 의태하여 호위(등하교 호위 및 슬로프 위에서 감시)하고 있다.
- 기술
  - 헝클머리 - 유녀의 춤(みだれ髪 - 遊女舞) : 케죠로의 외(畏). 머리칼에 외를 담아 발동하면 머리카락이 무한대로 쭉쭉 늘어나면서 상대를 붙잡아 졸라매고 매다꽂으며 시야를 어지럽게 가린다. 이 머리칼을 조금이라도 경외(무서워하거나, 혹은 놀라거나 등등)했다간 이 머리카락에 아무런 공격을 해도 통하지가 않게 된다.

쟈미(邪魅)
누라구미 본가에 살고 있는 요괴 중 하나. 허리까지 가는 긴 장발에 얼굴에 부적이 덕지덕지 붙어있는 사무라이 요괴로 리쿠오의 여섯번째 측근이면서 리쿠오의 백귀야행 일원 중 한명. 무기로는 사무라이 답게 일본도를 사용한다.
원래는 군주에게 충실한 젊은 사무라이. 히데시마번 번주 스가누마 사다모리를 마음 깊이 존경하여 그의 신임을 얻었으나 사다모리의 처가 둘 사이를 질투하여 누명을 씌워 지하감옥에 가두었다. 그 때 해변에 해일이 일어나 마을을 덮쳐 그로 인하여 익사하여 목숨을 잃었다. 그 뒤 평생 지키겠다고 맹세했으나 먼저 죽고만 무념때문에 성불하지 못해, 요괴가 되어 현세를 방황한다.
야쿠자들이 스가누마 직계 자손의 집에 자미가 나온다고 소문내어 헐값에 사들이려는 것을 리쿠오와 함께 퇴치한다. 그 뒤 리쿠오와 7:3 비율로 잔을 나눠 마셔 충성을 맹세하고 리쿠오의 여섯번째 측근이 되어 백귀야행에 합류한다.
카라스텐구(烏天拘)
성우 - 마지마 준지, 스파이크 스펜서(북미판)
누라구미 본가에 살고 있는 요괴이자 타카오 산의 천구당 당주. 애칭은 〈카라스〉. 짧은 석장을 들고 있고, 핸드폰이나 컴퓨터를 사용한다. 리쿠오의 시중을 드는 요괴들을 지휘하는 역이지만 제대로 통솔하지 못하는 경우도 종종 있다. 잔걱정이 많은 성격인 탓에 밤낮을 불문하고 생각대로 행동하는 리쿠오에게 골머리를 앓고 있다. 때문에 누라리횬에게 〈리쿠오를 너무 과보호하고 있다〉는 평마저 듣고 있다. 참고로 젊은 시절에는 상당한 장신으로 그 당시 사용하던 긴 석장에는 힘이 들어 있었다. 400년 전 하고로모기츠네전에서는 쿄우코츠와 교전.
카라스 3인조(黑羽鴉)
카라스 텐구의 자식들로 3남매. 우키요에 마을의 수많은 새를 거느리고 있으며, 첩보원으로 활동하고 있다. 메즈마루가 조종하는 거대한 우시오니를 한방에 없애는 등 전투능력도 뛰어나다. 등의 날개를 가지고 있는 인간의 모습과, 요괴모습 2가지를 가지고 있다.
쿠로우마루(黑羽丸)
성우 - 시모노 히로, 더그 어홀츠(북미판)
카라스 3인조의 장남. 아버지와 동생들은 중같은 모습이지만 자기 자신은 갑옷을 걸치고 있다.
잘 다루는 무기는 석장. 규칙에 엄격하다.
이름은 까마귀의 영어 〈crow〉에서 유래하였다.
토사카마루(とさか丸)
성우 - 이리노 미유, 토드 스톤(북미판)
카라스 3인조의 차남. 모히칸 스타일로 자른 머리가 특징.
가족중 유일하게 혼자 두건을 쓰지 않고 있다.
잘 다루는 무기는 석장. 카라스 텐구 曰 - "날 닮아 와일드하구만"
사사미(ささ美)
성우 - 코시미즈 아미, 줄리 앤 테일러(북미판)
카라스 3인조의 장녀이자 막내.
안경을 쓴 여장부로, 자신의 이름을 좋아하지 않는다.(닭가슴살의 일본어인 '사사미'(笹身)하고 동음이의이기 때문)
석장 외에도 채찍을 가지고 다니며, 약간 새디스틱한 경향이 있다.
오보로 구루마(朧車)
누라구미 본가에 사는 요괴 중 하나. 누라구미의 탈것이기도 하다. 불을 싫어한다.
낫토 코조(納豆小僧)
성우 - 아라이 사토미(~5화) / 코자쿠라 에츠코(8화~), 웬디 리(북미판)
누라구미 본가에 사는 요괴 중 하나로 누라구미의 말단 즉 최하급 요괴이다. 머리가 낫토의 볏통이며 볏통 사이로 눈이 보인다. 여러모로 복도를 정신없이 달려다닌다.
산노구치(三の口)
누라구미 본가에 사는 요괴중 하나. 낫토 코조와 자주 어울려 다니는 작은 요괴로 . 입이 숫자 3처럼 생겼다. 낫토코조와 마찬가지로 누라구미의 말단이다.
코오니(小鬼)
누라구미 본가에 사는 요괴중 하나. 낫토 코조와 자주 어울려 다니는 작은 요괴로 누라구미의 말단이다. 옛날부터 누라구미에 살았으며 술을 좋아한다. 과거에는 리쿠오와 귀신놀이를 하였다. 400년 정도 전에는 검은 머리였으나 지금은 백발이 되어 후두부는 벗겨졌다.
토후코조(豆腐小僧)
누라구미 본가에 사는 요괴중 하나. 낫토 코조와 자주 어울려 다니는 작은 요괴로 누라구미의 말단이다. 외모는 삿갓을 쓰고 법의를 입은 외눈박이 동자와 비슷하며 손에는 두부가 든 그릇을 들고있다.
누라 와카나(奴良若菜)
성우 - 미즈노 리사, 에리카 할래커(북미판)
2대 총대장 누라 리한의 부인으로 리쿠오의 어머니이다.
항상 밝게 웃는 모습이 트레이드 마크로 실제로도 젊은시절 리한과 만났을때도 요괴들이 가득한데도 아무렇지도않게 웃고다니는 마이페이스적 성격이며 일찍 시집와서일수도있겠지만,극도의 동안의 소녀같은 외모의 소유자다. 아들인 리쿠오가 결전을 하기전에 누라리한과 결혼후 갔었던 '반요마을'을 이야기 해주었다.
현재 나이는 30세.
요우히메(瑛姬)
성우 - 쿠와시마 호우코, 크리스티나 비(북미판)
초대 총대장 누라리횬의 부인으로 누라 리한의 어머니면서 리쿠오의 할머니이다.
사람들의 상처를 치료해주는 신비한 능력을 지니고 있었으며, 그 능력으로 인해 부를 거둬들이는 자신의 아버지에 대해 회의를 느끼고 있었다. 하지만 자신을 보고 반해버린 누라리횬이 저택에 숨어들고 누라리횬을 만나면서 처음에는 두려움과 함께 부담을 느꼈었다.
그러던 중, 자신의 능력을 알고 생간을 노리는 하고로모기츠네의 명령으로 쿄 요괴들에 의해 납치를 당한다. 하고로모기츠네에게 생간을 먹힐 위기에 처하지만 사실을 알고 분노한 누라리횬의 기습에 의해 살아남는다. 그 후 누라리횬의 순수한 사랑과 매력에 반해 결혼한다. 현재는 사망.

### 누라구미 산하

#### 다루마회(達磨會)
[본거지 : 도쿄 도. 쵸후 시(東京 都. 調布 市) / 구성 요괴 : 48명]
모쿠교 다루마(木魚達磨)
성우 - 츠지 신파치, 키스 실버스틴(북미판)
누라구미의 고문. 누라구미 산하조직 중 하나인 〈다루마회〉회장. 용모와 함께 인간이나 다름없는 리쿠오가 요괴 일가인 누라구미의 차기 두령이 되는것에 의구심을 품었으나, 진정한 모습을 알게 된 후 점점 인정해간다. 에도시대에는 두건을 썼었고 무기로는 일본도를 사용한다. 400년 전 하고로모기츠네전에서는 쇼케라와 교전.

#### 텐구당(天狗堂)
[본거지 : 도쿄 도. 타카오 산(東京 都. 高尾山)]
누레가라스(濡烏)
카라스텐구의 아내이자, 천구당 당주보좌. 칠흑같이 긴 머리칼과 그에 맞춘 검은색 기모노를 입고 있는 청초한 미녀 요괴지만, 엄청난 주당가이자 당주이자 남편인 카라스텐구에게 아무렇지도 않게 폭력을 휘두르는 무서운 아내. 본가를 섬기느라 남편과 자식들이 1년에 1번 설을 쇨 때만 돌아오는 것에 대해 엄청난 불만을 품고 있는 듯 하며, 이번에도 새로 아이들이 4마리나 더 생겼는데도 집에 안부인사도 하러 오지 않은 카라스텐구를 무자비하게 때려눕힌다.

#### 젠[야쿠시] 일파: 鴆[藥始] 一派)
[본거지 : 카나가와 현(神奈川県) / 구성 요괴 : 34명]
젠(鴆)
성우 - 스기타 토모카즈, 키스 실버스틴(북미판)
누라구미 간부로 누라구미 산하조직 중 하나인 〈젠(야쿠시) 일파〉두목이면서 리쿠오의 백귀야행 일원 중 한명. 리쿠오의 첫 번째 의형제로, 3대 자리를 잇지 않으려는 리쿠오를 설득하기 위해 누라리횬이 부른다. 화가 나면 맹독을 지닌 날개를 펴 맹독 깃털을 날리며 공격한다. 독 공격은 강력하나 그 대신 자신이 지닌 그 독때문에 몸이 상하여 수명이 길지 않고, 자주 토혈한다. 부하인 헤비다유에게 배신당해 죽을 뻔 한 것을 리쿠오가 구한 뒤 다시한번 의형제의 잔을 나눠 마신다. 약과 의술에 뛰어나며 <야쿠젠당>(藥鴆堂)이라는 병원을 운영한다. 규키와 함께 리쿠오에게 여러 가지 조언을 해준다.
헤비다유(蛇太夫)
성우 - 야베 마사히토, 스티브 크레이머(북미판)
젠 일파의 간부. 자유자재로 늘어나는 목으로 공격한다. 젠이 가장 신뢰하는 부하였으나, 본래부터 젠에 대한 충성심이란 것 자체가 없었으며 젠의 목숨이 얼마남지 않은 것을 알고 배신하려다가 젠에게 사과하러 온 리쿠오에게 반토막나서 죽는다.

#### 규키구미(牛鬼組)
[본거지 : 시가 현. 네지레메 산(滋賀県. 捩目山) / 구성 요괴 : 75명 / 대문 : '출'(怵)]
규키 / 우메와카마루(牛鬼 / 梅若丸)
성우 - 나카타 죠지 / 7살 시절 - 키타무라 에리 / 12살 시절 - 고쿠류 사치, 테일러 헨리(북미판)
누라구미의 간부로 누라구미 산하 조직중 하나인 규키구미의 두목. 인간일 때의 이름은 우메와카마루로 교토 귀족 가문의 자제. 냉철하고 침착한 성격이다. 리쿠오에 대한 불만 때문에 모반을 일으켜 리쿠오에게 칼을 들이댔지만 그건 누라구미를 무너뜨리려 하는 존재를 용서할 수 없어서였고, 이때부터 리쿠오가 3대 총대장이 되어 모든 요괴들의 정점에 서서 누라구미를 이끌어야 하는 후계자로서의 자각을 갖기 시작했다. 교토에서는 츠치구모에게 쓰러진 리쿠오를 데려가서 수련을 시켜서, 귀전을 습득하는 것에 큰 보탬이 되었다. 후에는 젠과 함께 리쿠오에게 여러 가지 조언을 해 준다. 400년 전 오사카성에서는 쿠라마 산의 오오텐구와 교전.
우메와카마루로 불렸던 12살 인간일 때, 히에이 산에서 교토로 어머니를 만나러 가던 중 오쓰에서 여자 요괴들의 꾐에 넘어가 네지레메 산에서 요괴 규키에게 잡아먹힐 뻔하다가, 그의 입 속에서 어머니의 시체를 발견하고 증오가 솟구쳐 그의 입 속으로 들어가 어머니의 시체를 껴안고 요괴 규키의 몸을 뚫고 나왔다. 슬픔에 빠져 있던 우메와카마루는 인간을 공격하고, 언제부터인가 그가 '규키'라고 불리게 되었다. 모정을 잊어버릴 정도로 세월이 지나자 누라구미와 싸우게 되고, 두목 누라리횬과 잔을 나눈다. 그가 누라구미를 정말 사랑하는 이유는, 누라리횬과 잔을 나눴을 때 누라리횬이 규키에게 자신이 부모가 되어 주겠다고 했기 때문이다. 그 때부터 규키는 누라구미를 집으로 생각해 왔다.
본래 규키는 머리는 소, 몸은 땅거미인 요괴로, 긴키나 주코쿠, 시코쿠, 규슈 등 일본 서쪽 지방에서 많이 출몰한다. 성질이 매우 흉폭하며, 누레온나(바다나 강에 나타나는 요괴로, 머리가 젖어 있으며, 뱀의 형상으로 그려지기도 한다.), 이소온나(해안 지방에 나타나는 요괴로, 주로 규슈 각지에서 전해 내려온다.) 등의 여자 요괴를 이용해 인간을 유인한 뒤 덮친다. 혹은 규키 자신이 여자로 변신한다고 한다.
고즈마루(牛頭丸)
성우 - 요시노 히로유키, 제이슨 위슈노프(북미판)
규키의 심복 부하로 규키구미의 후계자.
무기는 일본도로 도저히 한 조직의 후계자답지 않게 기본적으로 오만하고 잘난 체를 잘하며 성질이 급하고 화를 잘내는데다가 자기 두목인 규우키를 제외한 다른 존재들을 잘 얕잡아보고 업신여기는 성격 탓에 방심을 잘하고 상대방의 도발에 잘 넘어가는데다가 함정에 잘 빠지기 쉬운 타입이기 때문에 지성파 즉, 똑똑한 것과는 거리가 멀다(이런 성격 때문에 시코쿠 요괴들과 싸울 때 두목 타마즈키한테 죽을 뻔한 적이 있다.).
본가의 요괴들을 싫어하며(특히 리쿠오와 그의 측근들) 고즈마루 자기 자신은 규키구미가 최고라고 착각하고 있다.
- 기술
  - 우두 - 음마조(牛頭 - 陰魔爪) - 등에서 쏟구치는 최대 8개의 거대한 손톱으로 공격한다.

메즈마루(馬頭丸)
성우 - 호시 소이치로, 스티브 캐넌(북미판)
규키의 심복 부하로 규키구미의 후계자인 고즈마루를 보좌하는 역할을 하는 요괴.
고즈마루와 항상 같이 다니며 전투력은 고즈마루보다 약하다. 그 대신 성질 급하고 상대방을 잘 앝잡아보는 오만한 성격의 고즈마루와는 달리 반대로 똑똑하고 신중하기 때문에 전략 전술로 약한 전투력을 보충하고 있다.
- 기술
  - 꼭두각시 - 손에서 뿜어내는 실로 인간의 정신을 홀려 홀린 인간을 마음대로 조종한다.
  - 우시오니 군단(牛鬼 軍團) - 휘하에 있는 소 요괴들인 '우시오니'들을 이용해 집단맹공을 가하는 기술.

#### 바케네코구미(怪猫組)
[본거지 : 됴쿄. 우키요에 마을 1번가(東京. 浮世繪 村 1番街) / 구성 요괴 : 82명]
료타네코(良太猫)
성우 - 이시이 마코토, 브라이스 패픈브룩(북미판)
누라구미 산하조직 바케네코구미 당주이면서 우키요에 마을 1번가(통칭 : 바케네코 골목)에 위치하는 요괴 음식점 바케네코야의 지배인. 도박만 하면 정신을 못 차린다고 한다.
본래 바케네코구미는 누라리횬이 우키요에 마을에 자리를 잡기 전부터 그 거리에서 노름으로 악행을 쌓아오던 오래된 요괴들로, 누라구미가 왔을 때 바케네코구미가 그 아래로 들어가자 누라리횬은 그들에게 그 거리의 지배권을 내려주었다. 그런데 큐소구미가 그 거리를 지배하게 되자(거리를 화려한 빌딩 등으로 호사스럽게 바꾸어 버린 것으로 보아 꽤 오랜 세월 장악한 듯하다.) 밤의 리쿠오와 함께 백귀야행의 무리에서 큐소구미를 무찌르고 다시 거리를 되찾게 된다.
사부로네코(三都猫)
성우 - 카지카와 소헤이, 에릭 스콧 키머러(북미판)
바케네코구미 조직원. 바케네코야 입구에서 물건 정리를 하는 도중에 갑자기 나타난 시코쿠 팔십팔귀야행이 보낸 자객인 무치에게 공격을 받아 중상을 입는다.

#### 칸토(關東). 오오자루회(關東大猿會)
[본거지 : 야마나시 현(山梨県) / 구성요괴 : 300명]
히히(狒々)
성우 - 츠치타니 코우지, 토니 올리버(북미판)
누라구미의 간부로 누라구미 산하조직 중 하나인 칸토 오오자루회 회장. 얼굴 사이즈에 맞지 않는 가면을 쓰고 있다. 누라구미 안에서도 간부급으로 불리는 대요괴였으나 시코쿠 팔십팔귀야행의 무치에게 살해당한다. 400년 전, 누라리횬의 현역 시절 가면 밑으로 드러난 모습은 여자처럼 선이 고운 미청년이었다. 그의 아들 쇼에이가 요괴로서 본모습을 보일 때 큰 짐승처럼 변하는 걸로 보아 가면을 쓴 큰 모습은 요괴로서의 모습으로 보인다.
그런데 한 가지 이상한 점은 무치에게 손쉽게 당해 버린 히히가 과거편에서 오소레를 베어낼 수 있는 힘을 가지고 있는 키도마루와 대결해 살아남았다는 점인데, 단순히 힘만으론 물리치기 힘든 키도마루 같은 요괴와의 싸움에서 목숨을 건진 그가 어째서 무치 같은 촌구석의 요괴에게 손쉽게 살해당했는지 의문이 든다는 의견도 있지만, 이 시점에서 예상 할 수 있는 것은 무치 외에 이누가미 등등에게 급작스러운 집단 공격을 당했다거나, 아니면 나이가 들면서 힘이 많이 약해졌다거나, 현대에 와서 인간의 외와 신앙을 잃어 약화되었다거나 하는 등으로 충분히 설명이 가능하다. 그 외에도 누라리횬은 무치가 누구인지 몰랐으나, 유라는 단번에 알아차렸고, 타마즈키가 시코쿠 요괴의 죽음을 언급할 때 다른 요괴들이 무치라는 이름을 듣고 놀란 것과, 다누키도 무치라는 이름을 듣자마자 알아차린 것을 보면 의외로 조금은 명성을 날린 요괴라 추측. 400년 전 하고로모기츠네전에서는 키도마루와 교전.
본래 히히라는 요괴는 산에 살면서 맹수를 잡아먹는다고 한다.
쇼에이(猿影)
성우 - 호시노 타카노리, 리엄 오브라이언(북미판)
칸토 오오자루회 회장 히히의 아들로 리쿠오의 백귀야행 일원 중 한 명. 무기는 일본도를 사용하며 아버지 히히가 타마즈키가 보낸 자객인 타마즈키의 부하 무치에게 살해당한 후 히히의 뒤를 이어 칸토 오오자루회 2대 회장이 된다. 리쿠오의 측근인 츠라라, 쿠비나시 등과는 잘 아는 사이다. 나이가 어린 듯 누라구미 본가의 요괴들을 형님, 누님이라고 부르고 있으며 아버지를 죽인 시코쿠의 요괴들을 증오해 시코쿠 요괴들을 향한 복수의 기회를 노리고 있다.
장신의 청년 모습을 하고 있으며 이 모습은 원래 모습이 너무 크기 때문에 변한 모습이라고 한다. 그런데 그 상태로도 다른 요괴들을 기죽일 정도로 키가 크다. 무려 225cm로, 2m인 히토츠메 뉴도가 올려다봐야 했을 정도다. 아오타보보다도 5cm 크다. 본가의 요괴들이 처음엔 못알아본 것으로 보아 더 어릴 때는 더 작았던 것 같다.
리쿠오의 하고로모기츠네 원정에 산하 조직의 간부급 요괴로서 동행한 두 요괴 중 하나(또 한 명은 젠.). 쭉 차례가 없다가 쿄 요괴들의 습격으로 불시착하는 타카라부네를 괴력으로 막아 내는 대활약을 한다. 이 때 약간 드러난 요괴의 모습은 털이 난 원숭이 같은 모습. 완전히 요괴화한 얼굴은 가면으로 가려서 보여주지 않는 듯.
- 기술
  - 대원. 히히의 대태도(大猿. 狒々の 大太刀) - 난도마 토오량세의 경외세계에 갇힌 리쿠오를 찾기 위해 쇼에이가 쓴 기술. 히히의 가면을 쓰고 자신이 가진 칼에 경외를 담아 휘둘러 경외를 잘라낸다.

#### 도쿠간키구미(獨眼鬼組)
[본거지 : 치바 현(千葉県) / 구성 요괴 : 701명]
히토츠메 뉴도(一ツ目入道)
성우 - 모리야마 타카시, 패트릭 사이츠(북미판)
누라구미의 간부로 산하조직 중 하나인 도쿠간키구미의 두목. 원래는 까까머리에 외눈박이인 요괴라고 하는데, 까까머리가 아니라 일본식 변발을 하고 있는 모습이다. 처음에는 규키처럼 리쿠오를 눈엣가시처럼 여겼으나, 리쿠오가 하고로모기츠네를 쓰러뜨려 악연을 끊고 온 이후에는 리쿠오를 인정한다.

#### 오바케구미(御化け組)
[본거지 : 도쿄 도(東京 都) / 구성 요괴 : 809명]
못타이나이 오바케(もったいない おばけ)
누라구미의 간부로 산하 조직 중 하나인 오바케구미의 두목. '오바케'는 일반적으로 '유령'을 이르는데, 그래서인지 모습도 일본식 요괴(외눈박이인 특징이 있다든가 하는.)같이 묘사된다.

#### 요괴상인 연합회
[본거지 : 카나가와 현(神奈川県) / 구성 요괴 : 115명]
소로반보(算盤坊)
누라구미의 간부로 산하 조직 중 하나인 요괴상인연합회 회장으로, 본래 소로반보라는 요괴는 인적이 드문 길의 나무 아래에서 주판 튕기는 소리를 내어 사람들을 놀라게 한다고 한다.

#### 무카데족(蜈蚣族)
[본거지 : 사이타마 현(埼玉県) / 구성 요괴 : 66명]
오오무카데(大蜈蚣)
누라구미의 간부로 산하 조직 중 하나인 무카데족 족장으로, 거대한 지네의 형상을 하고 있다.

#### 키죠구미(鬼女組)
[본거지 : 도쿄 도 .아사지가하라(東京. 浅茅ヶ原) / 구성 요괴 : 691명]
아사지가하라의 귀녀
누라구미의 간부로 산하조직 중 하나인 키죠구미의 두목

#### 츠라라구미(氷羅組 / つらら組)
[본거지 : 니시키고이(錦鯉) 지구 / 구성 요괴 : 불명]
료(閭)
츠라라구미의 조직원. 타이쇼 시대에 만들어져 쇼와 시대 초기까지 사용되었던 100년 묵은 빙수그릇의 츠쿠모가미이다. 츠라라가 어머니인 세츠라 시절부터 맡아왔던 니시키고이 주의 골동품시장에서 마음에 들어 산 빙수그릇에 요술로 얼음을 부어 빙수를 만들자 그 빙수를 담은 감각으로 인해 깨어났다.자신을 사용해 준 츠라라를 은인으로 여기며 주인님으로 따른다. 명랑하고 귀엽지만 실수를 자주한다.
그 외의 빙수그릇들
료가 깨어나자 츠라라가 료를 샀던 그 가게의 빙수그릇을 몽땅 구입해 요술로 빙수를 만들자 전부 다 깨어났다. 이들 역시 츠라라를 주인님으로 따른다.
아라와시 일가(荒鷲一家)의 요괴들
세츠라 시절부터 누라구미 산하로 관리되어왔던 니시키고이 주의 요괴 상인 조직.
정기가 끓어 넘치는 혈기왕성하고 야성적인 남자 요괴들로 구성되어 있으며, 3대 두목인 리쿠오의 측근이자 간부가 된 츠라라가 어머니인 세츠라의 대를 이어 니시키고이 주를 관리하게 되자 처음엔 츠라라를 세츠라와 비교하면서 못마땅하게 여긴다. 하지만 츠라라는 그럼에도 불구하고 아라와시 일가를 도와주고 어떻게든 그들을 포섭하려고 애를 쓴다. 후에 니시키고이 주의 외(畏)를 빼앗으러 침입한 사악한 츠쿠모가미와의 대결에서 츠라라가 압도적인 실력으로 승리하자 자신들의 영지를 지켜준 츠라라에게 아주 열성적인 감사를 표하고 츠라라구미로 들어온다. 이들은 츠라라를 '누님'이라고 부른다.

#### 미츠메당(三目黨)
[본거지 : 치바 현(千葉県) / 구성 요괴 : 316명]
미츠메 야즈라 - 산모토 고로자에몬(三目 八面 - 山本 五郎左衛門)
누라구미의 간부로 산하조직 중 하나인 미츠메당 당주. 수상한 냄새를 풀풀 풍기는 인물이며, 진짜 정체는 하쿠모노가타리구미의 일곱간부 중 하나인 산모토의 뇌이다. 본래 미츠메 야즈라라는 요괴는 3개의 눈, 8개의 얼굴이 있는 요괴라고 한다.

#### 야만바[3]구미(山姥組)
[본거지 : 야마나시 현(山梨県) / 구성 요괴 : 65명]
하구로벳타리(歯黑べったり)

#### 놋페라[5]구미(のっぺら組)
[본거지 : 토치키 현(栃木県) / 구성 요괴 : 55명]
야마치치(山地乳)

#### 가고제회(ガゴゼ會/파문)
[본거지 : 도쿄(東京) / 구성 요괴 : 25명]
가고제(ガゴゼ)
성우 - 히로타 코우세이, 리엄 오브라이언(북미판)
누라구미의 전 간부로 산하 조직 중 하나인 가고제회 회장. 원작 1회 때 7살의 어린 리쿠오를 죽이고 3대 총대장의 자리를 노리려다가 오히려 리쿠오에게 반토막 나 죽는다. 본래 가고제라는 요괴는 생전에 악행을 벌이던 남자가 죽어서까지 귀신이 되어 매장된 절의 동자승을 노렸다고 한다. 아이들을 유괴하고 잡아먹는 요괴라고 하는데, 원작에서도 그렇게 등장한다.

#### 큐소구미(旧鼠組 / 파문)
[본거지 : 도쿄 우키요에 마을 1번가(東京. 浮世繪 村 1番街) / 구성 요괴 : 45명]
큐소(旧鼠) - 세이야
성우 - 코야스 타케히토, 더그 어홀츠(북미판)
짐승 요괴 중 하나이며, 큐소구미의 두목. 인간일 때의 이름은 세이야(2권 참조). 원래 큐소란 오래 묵은 쥐를 일컫는데, <에혼 햐쿠모노가타리(繪本百物語>라는 괴담집에 나오는 큐소는 새끼 고양이에게 젖을 먹여 키운다. 에도 시대의 수필집 <오키니구사(翁草)>에서는 '쥐도 궁지에 몰리면 고양이를 문다.'라는 속담처럼 큐소가 고양이에게 덤벼 물어죽였다고 한다. 후자 때문인지 큐소도 일반적으로 고양이를 잡아먹는 커다란 쥐 요괴라고 알려져 있는데, 본편의 큐소는 젊고 예쁜 여자들을 고양이라고 부르며 잡아먹는 꽃미남 호스트로 등장한다.
한때 누라구미 산하의 조직이었지만 지성은 있으나 이성이 없고 자신들의 욕망밖에 모르는 수습이 불가능한 폭도들인 탓에 누라리횬에게 바로 파문당한 이후 그 원한으로 카나와 유라를 인질로 삼아 리쿠오에게 3대 총대장 후계자 자리를 포기하라고 협박하다가 오히려 리쿠오의 오의 명경지수 - 사쿠라에 당하여 불에 타 죽는다.

#### 기타
다카라부네(御宝艦) & 햐카타부네(百果艦)
누라구미의 대형 운송 수단으로 사용되는 거대한 배 요괴.
대표 함선인 다카라부네와 부 함선인 햐카타부네 여러 마리로 구성되어 있으며 다카라부네의 안에는 주점 및 숙박 공간, 대 연회실 등 여러 숙박 시설이 갖춰져 있다. 돛 부분에 눈이 달려 있으며 움직일 때는 선체 양쪽으로 난 거대한 팔에 든 부채를 부치면서 이동한다.
오이테케보리(置いてけ掘)
누라구미의 말단.

#### 토지신(土地神)
센바(千羽)
성우 - 카미야 히로시, 스티브 캐넌(북미판)
누라구미에 소속된 토지신의 일종. 〈센바〉라고 쓰인 노렌을 이마에 덧대어 얼굴을 가리고 있다. 천 마리의 학을 자신의 사당에 바친 사람의 소원을 들어 준다. 인간이 지닌 마음의 크기가 그의 힘을 강하게 하는데 몇 년 동안 사람들이 자신에게 참배하러 오지 않아 작아져 힘도 약해졌다. 그러나 유일하게 신앙심을 유지한 채 믿어 주었던 토리이의 할머니 히바리의 신앙심 덕분에 힘을 되찾아 시코쿠 팔십팔귀야행의 간부 소데모기의 저주를 받아 죽을 위기에 처했던 토리이의 생명을 구해 준다. 그 뒤 밸런타인 데이에 토리이에게 초콜릿을 공물로 받았다.
코케히메(苔姬)
성우 - 오오쿠보 아이코, 키라 버클랜드(북미판)
누라구미에 소속된 토지신의 일종. 양쪽 머리에 리본을 달고 헤이안 시대 귀족 의상을 입은 어린 소녀. 평소에는 신사에 머물고 있으며 멋부리는 것을 좋아한다. 소데모기에게 습격받았을 때 저주에 걸릴 뻔하지만, 잠복하고 있는 쿠로타보가 구해준다.
원래는 인간 세상의 공주였으며 눈물이 진주가 되는 신기한 힘을 가지고 있다. 그 힘을 노리고 하고로모 기츠네가 오사카 성에 끌고 가지만 누라구미의 도움을 받아 히토츠메 뉴도에게 구출된다. 그 뒤 에도로 옮겨가 사람들의 존경을 받으며 살다 죽은 뒤 신사가 지어져 토지신이 되었다. 히토츠메 뉴도를 잘 따른다.
시로헤비(白蛇)
누라구미에 소속된 토지신의 일종. 우키요에 중학교 7대 불가사의 중 하나인 <백사가 출몰하는 연못>에서 서식하는 하얀 뱀 요괴.
우키요에 중학교에 자신의 고손녀가 통학하고 있기 때문에, 하교 시간이 되면 고손녀와 남몰래 이야기를 나누곤 했다. 고손녀 역시 요괴의 피가 1/8이 섞여있기 때문에 다른 학생들 눈에 띠는 것을 극도로 두려워해 말도 별로 없고 친구도 없는 생활을 보냈었다. 고손녀가 괴 스네코스리에게 공격받으려 하는 것을 리쿠오가 구해 준 뒤로 고손녀는 리쿠오의 측근이 되기 위해 열성적으로 노력한다.
시로헤비의 피는 엄청난 행운을 부르는 능력이 있기 때문에 그의 자손들은 장사꾼 사업으로 번창해 대부호라고 함.
린코(凜子)
우키요에 중학교의 토지신인 '시로헤비'의 손녀로 요괴의 피가 1/8이 흐르는 반요 소녀이다.
리쿠오의 학교선배로, 우키요에 중학교 2학년. 자신이 요괴도 인간도 아닌 반요라는 사실에 어중간한 존재라고 생각하고는, 남몰래 정체가 드러나지 않게 조심스럽게 행동하고 다녔으나, 토지신인 시로헤비를 찾아갔을 때를 틈타 몰래 린코를 괴롭히고 있던 요괴 '스네코스리'로부터 리쿠오가 구해준 뒤로는 씩씩하고 당당하게 행동하는 밤의 리쿠오의 의지에 반해 스스로 자신감을 가지게 되었다. 그 이후로는 리쿠오의 등하교를 책임지겠다고 자처한다.

## 시코쿠. 팔십팔귀야행(四国. 八十八鬼夜行)
이누가미교부 타누키(隠神刑部 狸)
시고쿠 요괴들을 통솔하는 수장. 나이가 들어 힘이 약해져 통솔할 수 있는 요괴도 줄어들었다.
먼 옛날 인간과의 싸움에 져 봉인당한 적이 있다. 누라리횬과는 오랫동안 알고 지냈지만, 인간과 싸울 때 누라리횬의 도움을 거절하였었다(도움을 받으면 누라리횬의 백귀야행에 자신의 조직이 합병되리라 판단하고 두려워했기 때문이다.). 젊은 시절의 모습이 타마즈키와 닮았다.
타마즈키의 혼슈 침략을 알지 못하다 누라리횬의 방문으로 알게 된다.
- 기술
  - 타마즈사의 잎(玉章葉) - 〈타마즈사〉란 하눌타리의 별칭으로, 너구리가 변신하거나 신통력을 사용할 때 그 잎을 미간에 얹은 후 요력을 모아 사용한다. 이 잎으로 너구리 요괴들은 온갖 신통력을 부릴 수 있으며 변신술 및 환술 등도 사용 가능.

이누가미교부 타마즈키(隠神刑部 玉座)
성우 - 이시다 아키라, 빅 미뇨나(북미판)
시고쿠 팔십팔귀야행의 대장. 이누가미교부 타누키의 88번째 부인의 8번째 아들이며, 그의 신통력을 가장 많이 물려받았다.
본명은 타마즈사(玉章)였으나 자신의 이름을 '옥좌를 노린다'는 의미의 동음이의어 타마즈키(玉章)로 바꾸고 요괴의 주인이 되려고 한다.
겉모습은 고교생 정도로 보이며, 요괴뿐만 아니라 인간들 사이에서도 카리스마를 발휘하여 우키요에 마을에 오기 전에는 학생회장을 맡았다. 그러나 실은 남에게 고통을 안겨주는 것을 좋아하는 극심한 사디스트이며, 자신의 힘을 과시하기 위해 부하든 누구든 가리지 않고 벤다.
어린 시절부터 야심이 컸으며, 누라구미가 지배하는 우키요에 마을에서 보다 많은 외를 빼앗아 지배권을 강탈하려고 한다. 실제 본 모습은 긴 머리에 가부키풍의 가면을 쓰고 있고 청색과 백색 바탕의 하카마를 입은 모습이다. 머리카락을 자유자재로 움직일 수가 있다.
요괴를 죽이면 힘을 무한으로 증폭시키는 《마왕의 방망이》를 어떤 이(산모토 고로자에몬)에게 받아, 당시 자신을 업신여기던 형제들을 모두 죽이고 그 외를 자기 것으로 삼아 자신을 따른 요괴들을 이끌고 새롭게 시고쿠 팔십팔귀야행을 만들었다.
백귀야행 대전에서 리쿠오와 그의 부하들에게 수세에 몰리자 도움이 되지 않는 부하들을 전부 죽여 백귀야행을 전부 짊어지려 하나, 리쿠오의 경화수월에 당하여 팔이 잘려나가 흡수했던 힘을 모두 잃는다. 그 뒤 쇼에이가 아버지의 원수를 갚으려 하나 시코쿠에서 돌아온 누라리횬에게 저지당하고, 누라리횬과 함께온 아버지 타누키가 무릎을 꿇고 사죄를 한 덕분에 간신히 목숨을 건지고 시코쿠로 돌아간다.
- 기술
  - 타마즈사의 잎
  - 마왕의 방망이(魔王の小槌) - 요괴를 죽이면 힘을 무한으로 증폭시키는 요력을 지닌 칼.

### 칠인동행(七人動行)
이누가미(犬神)
성우 - 오카모토 노부히코, 에릭 스콧 키머러(북미판)
시고쿠 팔십팔귀야행 간부 〈칠인동행(七人同志)〉중 한 명. 조상이 헤이안 시대에 이누가미 술법을 펼치다 실패하여 이누가미의 저주를 받았다. 사람을 시기하고 원망하는 마음이 절정에 이르면 본성이 드러나, 상대방의 목덜미를 물어뜯는다. 머리만으로 이동하는 것도 가능하다. 원망하는 마음이 강하면 강할수록 힘도 강해진다. 또한 거대한 괴물 개의 모습으로도 변할 수 있다. 본래 이누가미는 일본에 있는 개의 귀신으로, 사람에 붙어 여러 가지 해코지를 한다고 믿겨 왔다.
원래는 타마즈키와 같은 중학교에 다니는 학생으로 그가 이끌던 무리에게 린치를 당하지만, 이누가미의 저주받은 힘을 해방하여 전원을 몰살한다. 그것이 계기가 되어 타마즈키의 밑에 들어간다. 요괴는 인간이 멀리하는 존재라고 생각하며 요괴지만 카리스마로 사람을 제압하는 타마즈키나 요괴지만 사람들이 잘 따르는 리쿠오를 미워한다(타마즈키는 그를 부러워 하는 성격이 더 강하다.).
리쿠오가 다니는 중학교에 침입해, 요괴이면서 인간들과 섞여 잘 지내는 리쿠오를 보고 심한 질투를 느낀다. 학생회장 선거에서 키요츠구의 추천을 받고 일어난 리쿠오(사실은 쿠비나시)가 전교생들에게 환호성을 받는 모습을 보고 증오가 절정에 이르러 정체를 드러낸다. 거대한 괴물개로 변하여 리쿠오와 싸우지만 리쿠오에게 패하여 리쿠오에 대한 증오가 경외로 바뀌고, 그 모습을 본 타마즈키에게 죽임을 당해 가루가 되어 버린다. (애니에서는 타마즈키가 마왕의 코즈치를 완벽하게 하기 위해 요괴를 죽일 때 다른 요괴들과 같이 사망하였다)
요스즈메(夜雀)
시코쿠 팔십팔귀야행 간부 〈칠인동행(七人同志)〉중 한 명. 타마즈키의 측근 중 한명으로 얼굴과 머리에 경문을 두른 여자 새 요괴이며 매우 과묵하여 극중에서는 대사가 한 마디도 전혀 없었다. 백귀야행 대전에서 리쿠오와 츠라라의 빛을 빼앗았지만 츠라라를 얕잡아 보고 방심하다가 왼쪽 눈을 얼려 깃털 공격을 막은 츠라라의 풍성학려를 기습으로 당해 패한다. 전투 후 리쿠오에게 팔이 잘려 타마즈키가 떨어뜨린 《마왕의 방망이》를 들고 어디론가 가 버린다. 그러나 극중에서 산모토 고로자에몬에게 되돌려 주는 것으로 보아 원래는 그의 부하였던 것으로 추측된다. 본래 일본 고치 현과 아이치 현에 새 요괴로 전해 내려온다.
- 기술
  - 환야행(幻夜行) - 등 뒤의 날개를 펼쳐 검은 독날개로 상대방의 눈을 찔러 빛을 빼앗아 완전한 어둠을 만들어낸다.

테아라이오니(手洗い鬼)
성우 - 오노 아츠시, 테일러 헨리(북미판)
시코쿠 팔십팔귀야행 간부 〈칠인동행(七人同志)〉중 한 명. 산에 걸터앉아 세토 내해에서 손을 씻을 만큼의 거인 요괴. 백귀야행 대전에서 아오타보와 힘 대결에서 그를 거의 누를 뻔하지만 《강력예찬》으로 봉인해 둔 힘을 펼친 아오타보에게 쓰러진다. 그 뒤 《마왕의 방망이》에 베일 뻔하지만 아오타보의 도움을 받고 살아나 타마즈키와 함께 시코쿠로 돌아간다.
간기 코조(岸涯 小僧)
성우 - 고토 테츠모, 토니 올리버(북미판)
시고쿠 팔십팔귀야행 간부 〈칠인동행(七人同志)〉중 한 명. 강에 살면서 물고기를 잡아먹는다는 반어인 요괴. 톱니바퀴를 돌리듯 들쭉날쭉한 이가 달린 입을 돌려 사냥감을 먹어치운다. 타마즈키의 집회에 침입한 고즈마루를 수상하게 여기고 습격하지만 고즈마루의 환술에 걸려 이용당한다.
백귀야행 대전에서 갓파와 대치. 도망가는 갓파를 쫓아가지만 갓파 인법 비전 미☆즈☆치☆알에 당한다. 백귀야행 대전이 끝난 뒤 타마즈키와 함께 시코쿠에 돌아간다.
하리온나(針女)
성우 - 오리카사 아이, 제인 앨런(북미판)
시코쿠 팔십팔귀야행 간부 〈칠인동행(七人同志)〉중 한 명. 머리카락이 바늘인 여자 요괴. 타마즈키가 그에게 충성하던 동료들을 눈 하나 깜짝하지 않고 베는 모습을 보고 공포를 느끼지만 그런 모습이 대장감이라고 여겨 따른다. 백귀야행 대전에서 쿠비나시와 대치하였고, 이누가미의 최후를 전해 듣는다. 쿠비나시에게 움직임이 막혀 움직이지 못할 때 타마즈키가 휘두른 《마왕의 방망이》에 베여 죽는다.(애니에서는 카기바리온나라는 이름으로 나오며 백귀야행 대전에선 케조로와 대치하였다.)
소데모기(袖モギ)
성우 - 쵸, 제프리 챌머스(북미판)
시고쿠 팔십팔귀야행 간부 〈칠인동행(七人同志)〉중 한 명. 지장처럼 작은 소데모기 신앙의 요괴. 뒤에서 소매를 잡아당겨 사람이 뒤돌아 본 뒤 그 소매를 찢어 주지 않으면 저주를 걸어 죽인다. 뒤돌아 봤을 때 찢어 줄 소매가 없으면 죽으므로, 소매가 없어질 때까지 잡아 뜯는 경우도 있다.
소데모기를 죽이면 저주는 풀리지만, 소데모기를 죽이는 것이 너무 늦으면 살아날 수 없다. 주로 토지신을 습격하여 그 신앙을 자신의 외로 바꾼다(토지신 코케히메도 소데히메에게 죽을 뻔하였다.). 리쿠오의 학급 친구인 토리이에게 저주를 걸어 죽이려 했지만 쿠로타보와 리쿠오에게 죽임을 당한다.
본래 요괴는 소데모기사마. 주고쿠, 시코쿠 등지에 전해 내려오는 신으로, 이 신 앞에서 넘어지면 그 자리에서 한쪽 소매를 뜯어야 저주를 면할 수 있다고 한다. 이러한 성격이 본편에 살짝 변형되어 삽입된 것이다.
이누호오(犬鳳風)
성우 - 타케다 마사노리, 키스 실버스틴(북미판)
시코쿠 팔십팔귀야행 간부 <칠인동행(七人同志)> 중 한 명. 붉은 벼슬을 지닌 괴조로 입에서 화염을 방사하는 공격을 하는 새 요괴. 백귀야행 대전에서 리쿠오가 타마즈키를 향해서 오의 명경지수 사쿠라를 사용하려고 하자 타마즈키가 자기 자기자신을 방패삼아 막는 바람에 결국 리쿠오의 오의 명경지수 사쿠라에 당하여 불에 타 죽고 만다.(애니에서는 삼바가라스에게 사망.)

### 그 외
무치(鞭)
성우 - 츠루오카 사토시, 데이브 맬로(북미판)
타마즈키, 이누가미와 함께 우키요에 마을에 온 자객. 양복을 입고 있으나 실은 카마이타치와 비슷한 요괴로 바람을 조종한다. 시코쿠 깊숙한 산속에 나타나며 손가락을 길게 늘려 사람을 병들게 하는 맹독의 바람을 일으킨다. 그 바람소리가 채찍 소리와 비슷하다 하여 무치(일어로 '채찍')이라 불린다. 히히를 죽인 장본인. 부하들과 함께 누라리횬과 유라를 습격하지만 부하들은 유라에게 죽고, 본인은 누라리횬의 <진 명경지수>에 당해 죽는다.
- 기술
  - 바람진형 - 모래치기 채찍(風陣形 - 砂打鞭) - 손에서 맹독을 품은 바람을 채찍처럼 길게 늘어뜨려 날카롭고 유연하게 휘둘러치는 기술.
  - 괴이. 팔진풍벽(怪異. 八陣風壁) - 독바람으로 만든 작은 소용돌이를 상대에게 날리는 기술.

## 오슈. 토오노 일가(奧州. 遠野 一家)
아카캇파(赤河童)
붉은 색의 거대한 얼굴을 지니고 덥수룩한 검은 산발을 한 토오노 일가의 수장.
비중은 없지만 토오노 일가 요괴들의 우두머리 역할은 확실히 하고 있는 듯 하며, 토오노를 이끌어가고 있다.
카마이타치 - 이타쿠(鎌鼬 - いたく)
성우 - 키시오 다이스케, J. C. 밀러(북미판)
토오노의 요괴, 바람을 조종하는 족제비 요괴인 카마이타치 종족
쿨하면서도 호전적인 성격을 두루 갖추었으며, 토오노에 대한 긍지와 자부심이 대단해 외지에서 온 다른 요괴들이랑은 말을 잘 섞지 않는 편
토오노에 끌려온 리쿠오의 교육 및 감시 담당을 맡았으며, 리쿠오에게 경화수월을 습득과 응용을 가르쳐 준 장본인
리쿠오를 인정을 하고는 있지만 어디까지나 개인적인 면에서이지 대외적인 면에서는 아직 인정을 하지 않았다. 교토 전쟁이 끝난 후 토오노로 돌아갔다.
- 도구
  - 6자루의 낫 : 이타쿠가 등에 매고 있는 6가지의 도구, 각각의 이름은 포(布), 목(木), 죽(竹), 철(鐵), 도(刀), 프라이팬(フライパン)

- 기술
  - 빙. 요괴인법 - 레라 마키리(憑. 妖怪忍法 - 風小刀)[6] : 카마이타치가 본래 지니고 있는 칼바람을 일으키는 '외'를 이타쿠가 들고 있는 낫에다 구현화시켜 몇 배는 더 강력한 힘을 지닌 '외'로 각성시켜 날리는 기술.

아마노쟈쿠 - 아와시마(天邪鬼 - 淡島)
성우 - 유즈키 료카, 줄리 앤 테일러(북미판)
토오노의 요괴, 장난을 좋아하며 사람들을 괴롭히는 도깨비 요괴 아마노쟈쿠 종족
이자나기와 이자나미의 두 번째 아이로 태어났으며 남자도 여자도 아니라서 버려진 요괴이다. 자신의 특성 때문인지 낮에는 남자 밤에는 여자의 모습으로 되어있으며 그 때문에 웃지 못할 상황도 많이 생기는 편
남자이거나 여자이거나 할 때 성격은 그닥 차이가 없으며 괄괄하고 지는 걸 싫어하는 무투파. 쿠로타보와는 자주 트러블을 일으키나 그냥 웃으며 넘기는 식으로 무마한다.
리쿠오의 귀전을 보고 리쿠오가 자신과 귀전을 하면 어떻게 변할지를 상상하며 재미보는 중.
- 기술
  - 발. 여전사 연무(發. 戰乙女演舞) - 흐르는 듯이 우아하게 춤을 추면서 적을 순식간에 공격해 분쇄시키는 기술. 과거에 전쟁에서 승리를 기원하기 위해 여자들이 추는 전통적인 춤에서 비롯되었다.
  - 천녀의 빙. 완전한 모성 - 이자나미(鬼憑. 完全母性 - 伊裝冉) - 어머니인 이자나미의 힘을 빌어 외를 사용하는 기술, 어머니와도 같은 자애로움으로 대상을 감싸안아 마음을 편하게 해주고 치료해준다.
  - 귀신의 빙. 완전한 부성 - 이자나기(鬼憑. 完全父性 - 伊裝諾) - 아버지인 이자나기의 힘을 빌어 외를 사용하는 기술, 굳세고 씩씩한 도깨비의 형상을 한 참격을 날린다.

누마갓파 - 아메조(沼河童 - 雨造)
성우 - 미즈시마 타카히로, 토니 올리버(북미판)
토오노의 요괴.늪에 사는 캇파 일족. 누라구미의 캇파와 비슷한 종족의 캇파요괴이다.
약간, 허풍이 심하며 푼수 끼가 있다.
리쿠오에게서 유라를 구하러 간다는 말에, 유라를 미인친구(?)로 착각한다.
- 기술
  - 누마갓파인법. 수렁지옥(沼河童)

훗타치 - 도히코(經立 - 土彦)
성우 - 미야시타 레이지
유키온나 - 레이라(雪女 - 泠羅)
성우 - 토요구치 메구미, 패트릭 사이츠(북미판)
토오노에서 사는 유키온나. 츠라라,세츠라와 똑같은 유키온나 종족으로 미인이지만
츠라라보다 더 큰 키에 조숙한 외모를 지니고 있다.
자시키와라시 - 유카리(座敷童子 - ゆかり)
성우 - 오리카사 후미코, 크리스티나 비(북미판)
언제나 늘 레이라와 친해보이며,붙어다닌다.
처음 누라구미에 도착했을 때 낫토 고죠를 보고는 대놓고 냄새난다며 피하는 경향이 있다.
나마하게(なまはげ)
성우 - 마도노 미츠아키, 제프리 챌머스(북미판)
오니의 일종. 나가하게라고도 하며 험상굿고 붉고 푸른 오니의 모습을 하고 있고 짚으로 만든 도롱이를 입은채 부엌칼이나 방망이 등을 들고 다닌다.
갓파이누(河童犬)

## 도쿄 요괴(京 妖怪)
[본거지 : 교토. 니죠성(京都. 二条城) / 구성 요괴 : 900명 / 소속 단체 : 없음 / 대문 : '췌'(惴), '율'(慄), '늠'(澟)]
하고로모기츠네(羽衣狐)=야마부키오토메(山吹乙女)
성우 - 노토 마미코, 조해나 루이스
교토 요괴를 통솔하는 대요괴. 케이카인 가문과는 천적이며 한때 이매망량의 주인이라 불렸다.
리쿠오에게는 아버지를 죽인 원수. 여자 여우 요괴로 전생을 하며, 난세에 나타나 눈에 띄는 여자 아이에게 빙의하여, 그 아이의 검은 마음이 정점에 달했을 때 몸을 빼앗아 성체가 된다. 성체가 된 뒤에는 세상의 분노, 원념, 질투와 같은 음의 기운을 흡수하며 힘을 기른다. 그러나 그 인간의 수명이 다하면 전생이 가능한 소질을 지닌 숙주가 나타날때까지 본체를 어딘가에 숨겨둔다. 즉 인간이라는 옷을 입고 반복해서 세상을 군림하여 인감 세상을 지배하려는 강력한 요괴이다. 또한 전생요괴이기 때문에 본체를 쓰러츠리기 전에는 죽지 않고 전생횟수가 많을 수록 그 힘은 더욱 강해진다.
생간 신앙의 기원, 인간의 살아있는 간을 먹어 요력을 높이며, 1000년에 걸쳐 백귀야행을 만들었다. 하고로모 기츠네는 적들의 기습이나 케이카인 가문의 음양사들과의 전면전도 여흥 정도로만 여긴다.
에도 시대 초기의 권력자인 요도도노로 군림하여 누라리횬과 격전을 펼치다 패해, 누라리횬과 케이카인 히데모토에게 저주의 말을 남기고 도망가지만 400년 후 부활하여 나타난다. 누라리횬과 케이카인 가문의 본가의 아들들은 하고로모 기츠네의 저주를 받아 요절하고 있다.
현재는 누라 리한의 전 처인 야마부키 오토메(교토편 후반부에 정체가 밝혀짐)의 몸에 빙의하여 살고 있다. 리본 이외에는 전부 검은색이며 집이 부유하다는 것과 학생인 것을 빼면 알려져 있는 것이 없다.
후에 니죠성에서 리쿠오와 유라와 대결하다가 리쿠오의 네네키리마루에게 찔린 후 자신의 아들인 누에(아베노 세이메이)에 의하여 지옥으로 떨어져 죽는다. 이와 동시에 하고로모기츠네 자신이 누라리횬의 핏줄에게 건 저주도 풀리게 된다
후에 누라리횬에 의해 야마부키 오토메의 몸으로 다시 부활하여 야마부키 오토메의 인격을 흡수,하나가 되었으며 쿄코츠와 함께 교토로 돌아갔다.
- 도구
  - 이미의 철선(二尾 鐵扇) : 들고 있는 검은 가방에서 엄청난 크기의 검은 부채를 꺼내 사용한다. 부채 자체가 엄청난 경도를 자랑하기 때문에 방어에도 효과적이며 부채 자체를 휘두르며 적을 깔아뭉개는 것도 가능.
  - 삼미의 태도(三尾 太刀) : 꼬리에서 화려하게 장식된 검은 칼을 꺼내 사용한다.
  - 사미의 창. 호퇴치(史尾 槍. 虎退治) : 꼬리에서 족히 2m는 될 법한 길다란 검은 창을 꺼내 사용한다.

야마부키오토메(山吹乙女)
성우 - 노토 마미코
2대 총대장 누라 리한의 오래전의 전 부인.
소나기가 내리던 어느날 리한이 잠시 비를 피하기 위해 들어온 폐가에서 요괴가 된 채 어린 아이들의 혼령들에게 학문을 가르치고 있었으며 그 때 리한과 만나게 된다. 본래 학식있는 가문에서 태어난 여식이었으나 가문이 멸망하면서 젊은 나이에 죽어 요물이 되었다고 한다.
원래는 이름이 없었으나 리한은 폐가의 뒤뜰에 탐스럽게 핀 황매화를 보고는 그녀에게 야마부키오토메(山吹乙女 / 황매화소녀)라는 이름을 지어주었다. 그 후 리한을 따라와 결혼하고 누라구미에 시집을 온다. 리한과 결혼을 했어도 인간아이들을 좋아했기 때문에 요물이면서 테라코야(―屋)에서 아이들을 가르친다.
하지만 하고로모기츠네가 내린 저주로 인해 누라리횬의 혈통을 이은 남자인 누라 리한은 요물과 결혼하여도 자식을 낳을 수는 없었으며 이로 인해 죄책감을 느낀 야마부키오토메는 어느 날 탐스럽게 피어난 황매화가지와 함께 자신이 아이를 낳지 못함을 한탄하는 시를 남기고는 사라졌다.
그 후, 정처없이 떠돌다 죽은 그녀는 지옥에서 산모토 고로자에몬과 아베노 세이메이의 흉계에 걸려 거짓기억을 주입당하고는 반혼술로 되살아나 리한을 마왕의 방망이로 찔러 죽이게 된다. 그 때 자신의 기억을 되찾아 리한을 죽였다는 죄책감에 큰 충격을 받아 정신에 균열이 오고는 그 때 하고로모기츠네가 빙의해 결국 하고로모기츠네의 숙주로 살아오게 된다.
교토편에서 니조성에서의 싸움에서 리쿠오의 일격에 일순간 자신의 기억이 돌아오고, 지옥에서 부활한 누에(아베노 세이메이)의 일격으로부터 리쿠오를 구한다. 그 후 리쿠오의 얼굴을 보면서 "제가 아이를 낳았다면 당신 같은 아이였겠죠."라는 말을 남기고 안타깝게 사망한다. 하지만 누라리횬에 의해 원래의 모습9야마부키오토메)의 모습으로 하고로모 기츠네에게 인격을 흡수되어 야마부키 오토메는 존재하지 않게 된 대신에 하고로모 기츠네가 되었다.
- 도구
  - 이미의 철선(二尾 鐵扇) : 들고 있는 검은 가방에서 엄청난 크기의 검은 부채를 꺼내 사용한다. 부채 자체가 엄청난 경도를 자랑하기 때문에 방어에도 효과적이며 부채 자체를 휘두르며 적을 깔아뭉개는 것도 가능.
  - 삼미의 태도(三尾 太刀) : 꼬리에서 화려하게 장식된 검은 칼을 꺼내 사용한다.
  - 사미의 창. 호퇴치(史尾 槍. 虎退治) : 꼬리에서 족히 2m는 될 법한 길다란 검은 창을 꺼내 사용한다.

누에 / 아베노 세이메이(鵼 / 安倍晴明)
교토요괴들의 최종 목표이자 염원, 어둠 그 자체를 상징하는 대 요물.
인간일 적의 이름은 천재 음양사인 아베노 세이메이였으며 살아생전 인간과 요괴 즉, 흑과 백이 아름답고 자유롭게 어우러져 살아갈 수 있는 세계를 만들려고 하였으나 자신의 인간으로써의 짧은 생명을 한탄하면서 그것을 극복하기 위해 반혼의 술을 연구하고 있었다.
그리고 그는 1000년마다 전생을 하는 어머니인 하고로모기츠네에게 몇 번이고 반복을 해 태어나는 것이야말로 완벽한 반혼의 술이라고 생각하며 죽을 때마다 지옥에서 하고로모기츠네의 뱃속으로 전생을 해 이 세상에 몇 번이고 다시 태어나는 것을 계획한다.
하지만 그 계획을 세우고 얼마 안 되어, 세이메이가 섬기는 지방의 영주가 불로장생을 위해 하고로모기츠네를 습격해 죽여버리자 그것에 대해 분노하고 인간의 탐욕스러운 본질과 어리석은 오만에 대해 깊은 증오와 반감을 품게 된다. 그로 인해 본래 꿈꾸던 흑과 백이 어우러지는 세계가 아닌 흑인 요괴가 백인 인간을 억누른 채 지배하는 세계를 꿈꾸게 된다.
그 후, 하고로모기츠네가 전생해 부활할 때마다 지옥에서 몇 번이고 다시 태어날 때를 기다렸으나 그 때마다 누라 리한이 방해를 했었기 때문에 지금까지 전생을 하지 못하고 있었다. 하지만 현대에서 산모토 고로자에몬과 손을 잡고 현대에 전생한 누라 리한의 전처인 요괴 야마부키 오토메를 이용해 리한을 죽이고 그 충격으로 야마부키오토메의 기억에 엄청난 균열이 생겼을 때 그 몸에 하고로모기츠네를 빙의시킨다.
그리고 교토에서 하고로모기츠네에 의해 다시 태어나 전생을 한다. 하지만 리쿠오로 인해 육체였던 야마부키오토메가 자신의 기억을 떠올리는 바람에 하고로모기츠네와 빠져나오고 모자상봉을 하지만 어머니인 하고로모기츠네를 냉혹하게 지옥으로 떨쳐버리고, 자신을 향해 덤벼든 츠치구모마저 한 방에 해치워 지옥으로 떨궈버리는 위력을 선보인다.
후에 리쿠오를 공격하고 네네키리마루를 부러뜨린 다음, 리쿠오를 죽이려 했지만 야마부키오토메가 그것을 막아냈으며 다시 한 번 일격을 가하려는 순간 몸이 부식된다. 아직 전생한 몸이 이 시대를 견디지 못하고 부식되기 시작하자 육체의 재구성을 하기 위해 다시 지옥으로 무리를 이끌고 돌아간다. 그 기간 어림잡아 1년 후이며 리쿠오에게 다시 만나자는 말을 하고 유유히 지옥으로 돌아간다.

### 간부
키도마루(鬼道丸)
성우 - 쿠로다 타카야, 마크 디레이슨(북미판)
쿄 요괴의 간부. 도깨비들의 주인이며 모든 도깨비들의 지배자.
이바라키도지 과거편에 나왔던 도깨비들의 대장 슈텐도지의 친아들이며 슈텐도지가 누에에게 당했을 때 잡혀있던 여자들이 있었는데 그 여자들 중 한 명이 키도마루를 낳았다. 훗날 그 아이가 자라서 키도마루가 되어 아버지의 원수인 누에를 죽이려고 했으나 누에의 경외에 압도되어 결국 그 경외에 감탄하고는 누에의 부하가 된다.둘 다 아버지가 슈텐도지이기 때문에 슈텐도지의 양아들인 이바라키도지와는 의형제이다.
평소엔 남성의 모습을 하고 있다. 1000년 전에는 검은 머리의 젊은 모습이었으나 지금은 백발의 노인이다. 하지만 여전히 장성하며 힘도 강력하다.
쿄 요괴들의 이상이자 염원인 '요물이 인간을 지배하는 어둠'을 가장 헌신적으로 소원하고 있으며, 세이메이가 반혼술을 이용할 결심을 했을 당시에도 곁에서 그를 보좌하며 세이메이를 자신의 이상향으로 삼았었고, 그 후 하고로모기츠네가 부활할 때마다 세이메이를 누에로 환생시키기 위해 가장 열심히 노력했다.
리쿠오와 싸울때에는 리쿠오와 쿠로타보의 귀전에 당해서 지고만다. 그 후 세이메이가 완전히 부활하자 자신의 이상향의 완전한 부활을 감격해하며 세이메이를 따라 지옥으로 따라 들어간다.
- 기술
  - 신속검극(神速劍戟) - 눈에 보이지 않을 정도로 빠른 스피드로 검을 휘두르는 기술.

1. . 매화나무(梅木) : 유라의 황천 보내기 수포총을 막아낸 기술.

- - 검극(劍戟) - 키도마루의 검술의 명칭.

1. . 녹나무(樟) : 발도술, 검을 뽑는 순간 외를 응집시켜 뽑는 순간 강력한 참격을 날린다. 리쿠오의 명경지수를 일격에 갈랐었다.
2. . 매목(梅木) : 마치 하늘을 향해 쭉쭉 뻗어나는 매화나무의 가지처럼 칼을 휘두르는 기술.
3. . 앵화(櫻花) : 매목의 10배의 스피드를 지닌 기술, 마치 바람에 흩날리는 요시노 산의 억만송이의 벚꽃처럼 상대를 눈에 보이지 않는 빠른 스피드로 벤다.
4. . 허공(虛空) : 앵화의 10배의 스피드를 지닌 기술, 이 기술을 쓰면 남은 것은 그저 텅 빈 허무밖에 없다는 것에서 파생된 이름.
5. . 무량(無量) : 키도마루의 성의 누각에서 엄청난 크기의 검을 소환해 그것을 무차별 난도질을 하며 휘두르는 기술.

이바라키도지(茨木童子)
성우 - 츠다 켄지로, 맷 머서(북미판)
쿄 요괴의 간부. 키도마루와 같이 도깨비들의 주인을 담당한다.
성격이 상당히 냉혹하고 신경질적이며, 방해되거나 자신의 마음에 안 드는 것들은 죄다 죽여버리는 성격.
입이 험하며 자신의 마음에 절대적으로 들지 않는 쇼우케라와는 거의 견원지간을 넘어선 앙숙 사이, 쇼우케라가 기분을 건드리는 말을 하면 욕설을 퍼부으면서 화를 낸다.
태어나면서 이빨이 나고 망나니처럼 난폭했기 때문에 태어난 마을에서 추방당했었으며, 그 때 쿠즈가모노리에서 사는 한 노부부가 아이를 가지고 싶다는 소원을 빌기 위해 신사에 찾아왔을 때 그 신사에서 발견되어 노부부의 양아들이 된다. 그 후 이발사인 할아버지에게 이발하는 법을 배운 후 부지런히 사람들의 머리를 깎아주던 중, 실수로 손님에게 상처를 입혀버리고 만다. 당황한 나머지 무심코 손에 묻은 피를 핥고 만 이바라키도지는 피맛을 떠올리면서 다시 살육광인 도깨비로 변모해버렸으며 손님과 부모인 노부부를 죽이고 피맛을 갈구하면서 살육을 하며 돌아다닌다. 이후 그의 이름이 천하에 떨칠 정도로 유명해졌을 무렵, 교토의 도깨비들의 주인이자 대장인 슈텐도지가 이바라키도지를 아들로 삼는다. 어릴 때부터 도깨비라는 이유로 사람들에게 따돌림 당해 외로웠던 이바라키도지는 이윽고 슈텐도지를 아버지처럼 여기고 사랑하게 되어 그를 따르게 된다. 그러나 슈텐도지는 누에인 세이메이에게 죽임을 당했으며 그 후 이바라키도지는 하고로모기츠네의 백귀야행으로 들어가 언젠가 아버지인 슈텐도지의 솔도파를 세우기 위해 쿄 요괴의 대업을 이루려 한다.
아버지인 슈텐도지의 오른쪽 얼굴을 잘라 자신의 오른쪽 얼굴에 붙였으며 평소엔 그 부위를 나무로 된 솔도파로 가려 봉인하고 있다. 하지만 살육에 대한 광분과 적에 대한 분노를 제어하지 못하면 솔도파가 깨지면서 완전한 모습이 드러나게 된다.
쿠비나시와 케죠로의 맹공에도 불구하고 쓰러지기는커녕 쿠비나시를 궁지에 몰아넣는 엄청나 실력을 보였으며, 후에 세이메이가 부활한 후, 키도마루와 함께 지옥으로 따라 들어간다.
의외로 현대에 와서 록 밴드에 흥미를 가지게 되었으며, 현재 자신의 밴드인 'IBARAKI'를 구축하는 게 꿈이였다. 그래서 처음 등장할 때의 모습을 보면 록 밴드 계열의 옷을 입고 있는 것을 볼 수 있다.
- 무기
  - 2자루의 검 - 식물 줄기가 감싸고 있는 기분 나쁜 형태의 검.

- 기술
  - 온데코(鬼太鼓)[14] - 이바라키도지의 외. 외를 발동한 순간, 그 기백으로 인해 마치 핏빛 꽃이 피어난 식물 줄기에 둘러싸인 해골의 환상이 나타나며 이바라키도지가 검으로 허공에다 원을 그으면 그 원에서 여러 빛깔을 지닌 엄청난 기세의 낙뢰가 화살처럼 발사된다. 방향 전환도 가능하기 때문에 사각지대도 빈틈없이 커버한다.

1. . 어즈러치기 - 온데코를 여러 줄기로 발사하는 연속발사형 기술
2. . 불참협(佛斬鋏) - 들고 있는 검으로 적을 무차별로 난도질해 죽이는 기술.

쇼우케라(しょうけら)
성우 - 사이가 미츠키, 브리앤 시들(북미판)
쿄 요괴의 간부. 벌레 요괴들의 주인이다.
평소엔 부드러운 은발을 어깨 정도의 길이로 늘어뜨린 수려한 외모의 미청년을 등장하지만 본 모습을 드러내면 벌레요괴의 모습으로 변모한다.
60일에 한 번 오는 경신의 날(庚申日) 사람의 죄를 천제(天帝)에게 고해, 목숨을 빼앗는 벌레 요괴로 여기서는 누에를 자신이 모시는 신으로, 하고로모기츠네를 신을 낳는 성모로 여기며 숭배하고 엄청난 신앙심을 보인다.
이바라키도지와는 견원지간을 넘어선 앙숙 사이며 특히 이바라키도지의 험한 말버릇을 싫어한다.
파군을 쓰는 음양사인 케이카인 유라의 간을 노리고 케이카인 본가로 쳐들어 가나, 유라가 없다는 것을 확인하고 그대신 리쿠오의 클래스메이트들을 납치하여 하고로모기츠네에게 제물로 바치려 하다가 아이들을 구하려고 갑자기 나타난 아오타보의 강력예찬에 맞아 죽는다.
- 무기
  - 십자창(十字槍) - 중앙에 장미꽃과 가시 넝쿨 장식이 달린 거대한 십자가 형의 창. 쇼우케라가 현대에 와서 사용하는 무기이며 한 번을 휘두를 때마다 거대한 성채 하나를 일격에 박살낸다.

- 기술
  - 빛이 있기를... - 전신에서 눈부신 빛을 발사하면서 자신의 본래 모습인 벌레 요괴의 형태로 변모하는 기술.

쿄우코츠. 1대(狂骨. 一代)
성우 - 이치조 카즈야
쿄 요괴의 간부, 붕대로 자신의 얼굴의 반쪽을 가린 모습을 하고 있으며, 400년 전 누라구미 일행이 하고로모기츠네와의 전투에서 카라스 텐구와 교전하였다. 현재는 사망.
쿄우코츠. 2대(狂骨. 一代)
성우 - 히카사 요코, 키라 버클랜드(북미판)
쿄 요괴의 간부.
1대 쿄우코츠의 딸이며, 하고로모 기츠네를 매우 존경하고 따른다.
후에 아베노 세이메이가 부활한 후에도 하고로모 기츠네에 대한 충성심 때문에, 가샤도쿠로, 하쿠조즈와 함께 교토에 남으며, 다시 한 번 하고로모기츠네가 부활할 때까지 쿄 요괴의 백귀야행을 원상복구시키리라 다짐한다.
작중에서 가샤도쿠로를 타고 다니는 모습을 자주 볼 수 있으며, 해골과 뱀을 이용한 공격을 한다.
가샤도쿠로(がしゃどくろ)
성우 - 쿠스노기 다이텐, 테일러 헨리(북미판)
쿄 요괴의 간부. 교토 나선 봉인의 제 5봉인에 초석이 되어 봉인되어 있었으나 하고로모기츠네가 봉인을 푸는 순간 다시 해방되었다.
케이카인 마사츠구가 펼친 강력한 결계를 찢어 버리는 것으로 보아 거대한 덩치만큼이나 힘 하나는 대단하지만 머리가 좋지 않아 침입한 누라리횬과 카라스 텐구를 쉽게 놓쳐 버린다.
아베노 세이메이가 부활한 이후로는 하고로모 기츠네에 대한 충성심 때문에 쿄우코츠, 하쿠조우즈와 함께 교토에 남는다.
츠치구모(土蜘蛛)
성우 - 코스기 주로타, 리처드 엡카
쿄 요괴의 간부.
교토 나선 봉인중 제 2봉인인 소코쿠지에 봉인되어있었으나 하고로모기츠네가 봉인을 푼다.
리쿠오에게 사상 최악의 굴욕을 안겨준 요괴. 경화수월로도 완전히 피할 수 없을 정도의 엄청난 괴력과 귀전-설하홍매와 습색자원겸을 맞고도 멀쩡히 살아 있는 끈질긴 생명력을 소유 하고 있다.
리쿠오와 승부 후 아베노 세이메이(누에)가 부활 할 때까지 휴식한다.
류지에 의해 봉인 당할뻔 한 누에를 구해 내고, 부활한 세이메이와 승부하려 했으나 오히려 세이메이의 공격 단 한방에 쓰러지고 지옥에 빠지고 만다.
- 기술
  - 거미줄 - 츠치구모의 거미줄, 굉장히 질기고 튼튼해서 웬만한 힘으로 찢으려 해도 찢기질 않는다.
  - 발기양양(發氣揚揚) - 전신에 외를 폭발적으로 발산하면서 전신의 신체능력을 강력하게 높이는 기술.

쿠라마산의 텐구(鞍馬山 天拘)
성우 - 호우키 카츠히사, 제프리 챌머스(북미판)
쿄 요괴의 간부.
누에 부활을 위한 산모토 고로자에몬의 계략으로 인해 현대에서는 간부로 활동을 하지 못했었다.

### 그 외
하쿠조즈
성우 - 이토 켄타로, 조슈아 토머(북미판)
쿄 요괴의 멤버. 교토로 가던 리쿠오 일행을 습격했으나, 리쿠오에게 패한다. 아베노 세이메이가 부활한 이후로는 하고로모 기츠네에 대한 충성심 때문에 쿄우코츠, 가샤도쿠로와 함께 교토에 남는다.
헤마무시뉴도
쿄 요괴의 멤버.
하쿠조즈의 부하였으나 리쿠오와의 싸움에서 패하고 스스로 자결을 택하려는 하쿠조즈를 한심하게 여기고 공격한다. 전신이 기름 비슷한 액체로 되어있으며 전신을 무한정으로 늘릴 수 있다.
무쿠로와구루마(骸輪車)
니쥬나나멘 센쥬무카데(二十七面 千手蚣)
콘냐쿠보즈
온모라키(殞毛羅鬼)

## 햐쿠모노가타리구미(百物語組 / ひゃくものがたり組)
산모토 고로자에몬(山本 五郎左衛門)
에도 시대 때, 누라구미와 대적하던 거대 조직인 햐쿠모노가타리의 총대장.
대목상을 하고 있었으며 그로 인해 엄청난 부를 지니고 있었다. 그 부로 <밀감선>(蜜紺船)이라는 거대 유람선을 만들고 그곳에 부유한 귀족들이나 기생들을 초청해 연회를 열며 그곳에서 햐쿠모노가타리를 열어 그곳에서 만든 괴담에서 요괴를 창조해내는 형식으로 영역을 넓혀가고 있었다.
어렸을 때부터 대목상의 부유한 도련님으로 자라 무엇 하나 부족한 것이 없었지만, 딱 한 가지 초자연적인 생명체 즉 요괴들이나 신선이 얻는 '외'를 가지지 못 한 것에 대해 욕망을 품고 햐쿠모노가타리를 이용해 요괴들을 창조해 그 요괴들이 모아오는 외를 차솥에 녹여내 차로 끓여 그 차를 햐쿠모노가타리에 참여한 손님들에게 대접한다. 그 차를 마신 자들은 외가 녹아든 그 맛에 반해 마치 마약에 중독된 듯 계속해서 그 맛을 찾기 위해 햐쿠모노가타리에 참여하게 되고 그로 인해 산모토의 조직은 백귀야행에서 백만귀야행으로까지 넓혀질 상황을 맞이하게 되었다.
하지만 위험을 감지하고 습격한 누라 리한과 누라구미의 조직원들로 인해 풍비박산이 나고 죽을 위기에 처한다. 그 때 마지막으로 자신의 피로 만들어낸 햐쿠모노가타리의 100번째 이야기를 이용해 결국 자기 자신이 마왕으로 변해버리는 참사가 발생, 누라구미를 멸망시킬 때까진 결코 죽지 않는 혐오스러운 요괴가 되고만다. 결국 쿠로타보와 귀전을 한 누라 리한의 공격으로 죽음을 맞이한다.
현대에 누에(아베노 세이메이)와 손을 잡고 누라 리한을 죽이는 데 성공하며, 쿄 요괴 조직에도 미나고로시지조를 보내면서 자신도 누라구미의 미츠메 야즈라로 위장하고 있다.
누라구미를 없애기 위해 부활을 노리고 있었으나, 엔쵸의 배신으로 인해 부활이 무산되고 현재는 생사불명.
- 도구
  - 백귀의 차솥(百鬼茶鼎) : 산모토가 햐쿠모노가타리를 이용해 만든 요괴들이 날뛰면서 외를 모으면 그 모인 외가 백귀의 차솥으로 흘러들어가 녹아들면서 마약과도 같은 향과 맛을 지닌 차가 완성이 된다. 이를 이용해 차에 중독된 부유한 손님들이 계속해서 햐쿠모노가타리에 참여하게 되면서 햐쿠모노가타리구미의 세력은 훨씬 더 많아진다.

- 파생된 요괴(간부)
  - 산모토의 귀 - 야나기다(柳田)
  - 산모토의 입 - 엔쵸(園潮)
  - 산모토의 팔 - 쿄사이(鏡斎)
  - 산모토의 코 - ??
  - 산모토의 뇌 - 미츠메 야즈라(三目八面)
  - 산모토의 뼈 - 라이덴(雷電)
  - 산모토의 얼굴 가죽 - 타마사부로(玉三郎)

- 파생된 요괴(그 외)
  - 산모토의 발바닥 가운데
  - 산모토의 종골
  - 산모토의 잇몸
  - 산모토의 십이지장 - 아쿠죠노카제(惡女野風) / 아쿠지키노카제(惡食野楓)
  - 산모토의 반고리관
  - 산모토의 내장지방
  - 산모토의 눈썹
  - 산모토의 왼손 새끼 손가락
  - 산모토의 왼쪽 두개골
  - 산모토의 흉근
  - 산모토의 왼쪽 눈알 - 미나고로시지조(鏖地藏)
  - 산모토의 심장 - 마왕의 방망이

### 간부
귀 - 야나기다(耳 - 柳田)
햐쿠모노가타리구미의 간부.
백발과 흑발이 겹쳐진 부스스한 머리칼과 날카롭고 상대를 노려보는 듯한 눈매와 귀에 달린 방울 귀고리가 특징인 수려한 외모의 청년.
도시전설 및 괴담에서 파생될 만한 요괴들을 물색하는 역할을 맡고 있으며, 이야기를 찾아서 전국을 헤메고 있다.
서글서글해 보이는 외모와는 달리 남의 고통을 보고 즐기는 경향이 있으며, 남을 경멸하고 깔보는 말투도 자주 사용한다.
누라구미를 증오하고 있으며, 특히 본래 자신들의 조직에 있었으나 누라구미로 떠나가버린 쿠로타보를 배신자라고 부르면서 특히 더 증오하고 있다.
본래는 산모토의 몸에서 태어난 요괴가 아니라 산모토와 함께 행동하는 별개의 요괴였으나 산모토가 죽은 이후 산모토의 '귀'가 되었다.
입 - 엔쵸(口 - 園潮)
햐쿠모노가타리구미의 간부, 산모토의 입에서 태어난 요괴.
땡글땡글한 눈과 유머러스한 성격, 가벼운 말재주가 특징으로 우키요에 마을의 허름한 극단에서 만담이나 옛날 이야기 연극들을 공연하고 있다.
야나기다가 괴담이 될 만한 소재를 모아오면, 그 괴담들을 이야기를 이용해 널리 퍼뜨려 도시전설로 만들어버리는 힘을 지니고 있다.
햐쿠모노가타리구미의 대표적인 행동대장 및 리더 역할을 하며, 300년 전 산모토가 누라 리한에게 죽은 후 산모토의 몸에서 태어난 100가지가 넘는 다른 요괴들을 이끌고 지옥으로 가서 힘을 키워 다시 300년 후인 현대에 햐쿠모노가타리구미를 이끌고 재림한다. 산모토 부활 및 누라구미 말살을 목표로 하고 있으며 누라구미를 멸망시키기 위해 인간들을 끌어들여 게임을 시작하려 한다.
햐쿠모노가타리구미를 위해 움직이는 것처럼 보였으나 게임의 중후반에 이르러 갑자기 뇌인 미츠메 야즈라를 공격. 햐쿠모노가타리구미를 배신한다. 진정한 목적을 누에의 재림이라 말하며 도시 게임과 자신의 외로 인해 발생한 경외로 만든 요괴인 아오안돈(靑行焞)을 만들어 리쿠오와 전투를 벌인다. 아오안돈이 리쿠오를 몰아가는 사이에 자신은 요스즈메와 함께 어디론가 유유히 사라진다.
산모토의 부활과 동시에 산모토의 몸으로 돌아가는줄 알았으나 아베노 세이메이의 자손 고카도인의 음양사의 도움으로 간신히 몸의 절반만 잃은상태이다.
- 기술
  - 말(言) : 말에 운율을 실어 대상을 지정해 그 대상에 대한 내용을 이야기하듯 읊으면 그 대상은 말에 속박당해 꼼짝할 수 없게 된다. 에도 시대 때 쿠비나시와의 교전에서 썼던 기술.
  - 언령(言靈) : 엔쵸의 본질적인 힘, 산모토의 입인 엔쵸는 근거도 없는 소문이나 괴담에 자신의 외를 실어 현실로 만들어 그 괴담을 요괴로 바꾼다. 햐쿠모노가타리구미의 괴담이 이렇게까지 빨리 퍼진 것도 전부 다 엔쵸의 능력을 근간으로 했기 때문.

팔 - 쿄사이(腕 - 鏡斎)
햐쿠모노가타리구미의 간부, 산모토의 팔에서 태어난 요괴
구릿빛 피부에 언제나 풀린 듯한 눈을 하고 있으며 언제나 그림을 그리고 있는 듯 도화지와 문구에 둘러싸여 있다.
그림으로 요괴를 창조하고, 요괴와 요괴가 인간을 죽이며서 지옥회도(地獄繪圖)를 그려낸다고 하여 <미친화가(狂畵使). 쿄사이>라는 별칭이 붙었다.
이야기에 들어가는 삽화 비슷한 그림을 그려 그것을 실체화 해 요괴로 바꾸는 힘을 지니고 있으며 야나기다에게 가끔씩 좋은 소재를 가져와 마음에 들면 그것을 그림으로 그려 실체화하곤 한다.
시부야에서 여자들을 대거 납치해 그 여자들의 등에 그림을 그려, 등에 그림이 그려진 여자들을 요괴로 변신시켜 요괴들을 대량으로 시부야에 풀어놓는다. 그러던 와중 시부야의 대형 쇼핑몰에서 토리이와 마키와 조우함.
저항하는 토리이와 마키를 포박해 토리이를 요괴로 바꾼다. 하지만 때 마침 도착한 리쿠오에 의해 토리이는 원래대로 돌아온다. 그 후, 리쿠오를 구상도로 몰아붙이지만 전신이 썩어들어가는 고통에도 불구하고 다시 일어난 리쿠오의 일격에 의해 베이지만 생사는 불명.
- 기술
  - 지옥회도(地獄繪圖) : 쿄사이의 능력인 그림으로 요괴를 낳는 힘을 이용해, 시부야의 대도시에 요괴를 그려내거나 인간 여자들의 등에 그림을 그려 그 여자들을 요괴로 바꾸는 식으로 행동한다.
  - 주박의 먹 : 대상의 피와 먹을 함께 섞어 대상을 그림으로 그리면, 그 대상은 저주에 걸려 움직일 수 없게 된다.
  - 구상도(九相圖)[18] : 쿄사이의 가장 강력하고 무서운 기술, 주박의 먹을 이용해 상대를 저주. 상대는 자신의 경외가 썩어들어가면서 엄청난 고통과 함께 결국 죽어 소멸하게 된다.

1. . 신사상(新死相) - 구상도의 시작을 알리는 그림. 아직 초기 단계이기 때문에 그냥 시체가 멀쩡히 누워있는 그림을 그린 것이며, 이 때는 대상이 움직일 수가 없게 된다.
2. . 방창상(肪脹相) - 2번째 그림. 사체가 굳고 내장이 썩어 부풀어오르는 그림을 그린 것이며, 본격적으로 경외가 부패하기 시작하며 엄청난 고통과 함께 전신이 썩고 살이 타는 듯한 구역질나는 냄새가 진동하게 된다.
3. . 농란상(膿亂相)[19] - 3번째 그림. 부패한 시체에 피부가 썩어 고름이 차고 군데군데 멍이 들어 터진 과정을 그린 것이며, 경외가 고름이 지면서 본격적으로 소멸하기 시작한다.
4. . 봉란상(逢亂相) - 4번째 그림. 시체가 침식되며 파리와 구더기가 들끓는 과정을 그린 것이며, 경외가 육체를 침식하면서 소멸한다.
5. . 감식상(瞰食相) - 5번째 그림. 시체를 짐승들이 먹어치우는 과정을 그린 것이며, 거의 소멸의 중후반에 들어선 상태
6. . 청어상(靑漁相) - 6번째 그림. 부패가 거의 끝나가고 살점도 아예 없어지는 과정을 그린 것.
7. . 백골연상(白骨連相) - 7번째 그림. 살도 근육도 내장도 다 사라지고 뼈만 남은 과정을 그린 것.
8. . 골산상(骨散相) - 8번째 그림. 남은 뼈마저 가루가 되어 사라진 과정을 그린 것.
9. . 고분상(古墳相) - 마지막 그림. 죽은 이가 완전히 흙이 되어 버린 것을 그린 것.

얼굴 가죽 - 타마사부로(面皮 - 玉三郎)
햐쿠모노가타리구미의 간부, 산모토의 얼굴 가죽에서 태어난 요괴.
분홍색의 아름다운 기모노와 앞머리가 바가지 모양으로 늘어뜨린 하늘색 긴 머리칼을 지닌 여성의 형상을 하고 있다.
사람을 유혹해 내 그 마음을 갈기갈기 찢는다 하여 <고혹(苦惑)의 타마사부로>라는 별칭이 붙었다.
변신능력을 지니고 있으며 자신의 변신능력을 이용해 누라구미의 간부 중 한명을 죽인다. 그 후 자신의 능력을 이용해 한 요괴를 쿠비나시로 변장시켜 케죠로를 유도한 다음, 뒤에서 다른 요괴를 변장한 후 덮쳐 케죠로를 쓰러뜨린 후 케죠로의 가죽을 뒤집어써 변신한다.
케죠로로 변신한 후, 누라구미를 혼란시키기 위해 부하 몇 마리에게 똑같이 케죠로의 가죽을 덮어씌워 곳곳으로 침투시킨 후 본인은 리쿠오를 몰아붙이기 위해 본가로 잠입, 리쿠오의 엄마인 와카나를 노린다.
와카나를 죽이려는 순간, 본가에 돌아온 쿠비나시와 조우. 전투를 한다. 본래 와카나를 인질로 잡아 쿠비나시를 몰아갈 계획이었으나 와카나의 기습적인 총격으로 인해 페이스를 유지하지 못하고 당황하여 결국 쿠비나시에게 쓰러지고 본가의 요괴들에게 붙잡히고 만다.
산모토가 부활함과 동시에 산모토의 몸으로 다시 돌아갔다.
- 기술
  - 변신(變身) : 타마사부로의 능력, 다른 이의 몸을 본떠 가죽을 만들어 그것을 뒤집어 쓴 후 완벽히 변신하는 능력이다. 본인과 똑같은 모습과 형태를 갖게 되며 자신 뿐만이 아니라 다른 자에게도 가죽을 뒤집어 씌워 변신시키는 것도 가능.
  - 놀이 연무(戱連舞) : 타마사부로의 능력, 타마사부로는 오이테케보리나 토오량세, 그리고 쿄 요괴 중 니쥬나나멘 센쥬무카데처럼 특정 지역이나 범위에선 절대적인 힘을 발휘하여 자신이 만든 외의 세계로 상대를 끌어들이는 타입의 요괴이다. 이 능력을 쓰면 주위가 가부키 극의 무대처럼 변하며 타마사부로는 가부키 극의 주인공으로 변신한다. 이 무대에는 주인공인 타마사부로가 절대적으로 승리를 거둘 수밖에 없는 정본(正本)이 존재한다고 한다.

뼈 - 라이덴(骨 - 雷電 / ライデン)
햐쿠모노가타리구미의 간부, 산모토의 뼈에서 태어난 요괴.
주위에 있는 모든 것을 쓸어버리며 붕괴시킨다 하여 <격철(擊徹)의 라이덴>이라는 별칭이 붙었다.
탄탄한 근육질에 거대한 체구를 지니고 있으며 나무로 만든 커다란 망치를 들고 있다. 호쾌하고 열혈적이며 게임을 즐기는 기분파(머리는 그닥 좋지 않다.)이지만 인간을 기본적으로 싫어하며 잔혹하게 죽여도 아무렇지도 않은 잔혹한 면도 있다.
햐쿠모노가타리구미가 일으킨 죽음의 도시게임에서 등장했다.
시민들에게 쫓기던 리쿠오, 츠라라, 카나앞에 등장하며 이 때 성인보다 더 큰 바위를 새끼손가락으로 던져 사람들을 깔아뭉개는 무시무시한 위력을 보인다.
전신이 뼈로 이루어져 있기 때문에 리쿠오가 공격을 해도 리쿠오의 검에 생채기 하나 나지 않는다. 그 뒤 압도적인 힘으로 리쿠오를 몰아가지만 토오노에서의 지속적인 수련으로 경외를 공격형으로 바꾸는 힘을 터득한 리쿠오의 일격에 결국 소멸한다.
- 기술
  - 힘 : 새끼손가락으로 성인 덩치보다 큰 바위를 집어던질 정도로 엄청난 힘을 자랑한다.
  - 신체변형 : 전신이 뼈처럼 단단해지면서 한쪽 팔이 조각난 다음 마치 채찍처럼 늘어나 공격한다.

1. .용의 팔(龍腕) : 팔을 신체변형시켜 강력한 힘을 지닌 일격을 먹이는 기술.
2. .쌍룡의 어금니(雙龍牙) : 다리를 변형시켜 팔과 같이 양쪽에서 상대를 짜부러뜨릴 기세로 공격하는 기술.

뇌 - 미츠메 야즈라(腦 - 三目八面)
햐쿠모노가타리구미의 간부, 산모토의 뇌에서 태어난 요괴.
누라구미의 간부로 산하조직 중 하나인 미츠메당 당주로 위장 잠입하고 있으며, 햐쿠모노가타리구미가 일으킨 도시게임 편에 다시 등장.
지금 하고 있는 모습은 가짜이며 진짜 얼굴은 인간일 때의 산모토와 비슷하다. 간부들의 본체인 눈(미나고로시지조), 코(??), 입(엔쵸), 귀(야나기다), 얼굴 가죽(타마사부로), 점을 빼곤 비슷하며 현재는 "경외가 모이는 곳"에서 자신이 "뇌"로써 돌아갈 새로운 그릇(육체)의 완성을 엔쵸와 함께 기다린다.
리쿠오 일행이 자신이 있는 은신처를 알아낸 것에 대해 경악하고 엔쵸에게 리쿠오 일행을 막으라는 지시를 내리지만 자신을 배신한 엔쵸에게 결국 죽임당한줄 알았지만 누라구미에 대한 원한과 자신을 배신한 엔쵸에 대한 분노로 다시하여금 300년 전 보다 더 거대한 모습으로 돌아와 누라구미 본가를 공격한다.
하지만 리쿠오와 츠라라의 귀전으로 인해 패배한다.
- 기술
  - 공유(共有) : 뇌로써 모든 부위를 통솔할 수 있고 지옥에 있는 산모토의 사념을 공유할 수 있어 자신의 부위들이 어디서 뭐하고 있는지 죽었는지 까지도 알 수 있다.

### 간부 이외의 요괴
미나고로시지조(鏖地藏)
성우 - 챠 후린
산모토의 눈에서 태어난 요괴.
머리가 아주 커다란 노인의 형상을 하고 있으며 머리에는 커다란 눈알이 달려있고 언제나 독수리 한 마리가 어깨에 앉아있다.
산모토가 누에를 부활시키기 위한 계획의 밑단으로 야마부키오토메를 이용하기 위해 쿄 요괴 조직에 미리 보낸 요괴.
이마에 난 눈알로 대상에게 최면을 걸어 기억을 조종하거나 대상의 마음 속 어둠을 찾아내어 그 대상에 기생하여 조종하는 힘을 지니고 있으며, 최면 능력으로 쿄 요괴 간부들의 기억을 수정하고(봉인되어 있던 츠치구모는 제외) 기생 능력으로 케이카인 아키후사를 조종했던 경력이 있다.
누에가 부활한 후 리쿠오의 네네키리마루에 의해 죽는다.
아쿠죠노카제 / 아쿠지키노카제(惡女野風 / 惡食野風)
산모토의 십이지장에서 태어난 요괴. 아쿠지키노카제는 현대에 와서 지은 이름
태어났을 당시에는 길고 추악한 검은 몸뚱이에 눈과 입이 덕지덕지 나 있는 흉악한 모습이었으나 현대 시대 때 와서는 북실북실한 점퍼를 입고 머리를 둥글게 묵고 선글라스를 낀 여성의 형상이 되어있다.
엄청난 육식파 요괴로, 태어났을 때부터 주위에 있는 모든 인간이란 인간은 잡아먹었으며, 현대에 와서도 식성은 변하지 않았는지 손에 고기를 늘 들고 있다.
자신의 추악한 본모습을 여성의 가죽을 쓴 채 가리고 있으며, 결국 주변의 인간들을 잡아먹으며 리쿠오에게 덤벼들었다가 리쿠오에게 죽는다.

### 햐쿠모노가타리 요괴
난도마. 토오량세(切裂. 通りゃんせ)
[출현장소 : 사이타마 현(埼玉縣) / 카와고에(川越) / 모티브 : 미요시노 신사 오솔길]
햐쿠모노가타리구미의 힘으로 만들어진 도시전설의 요괴
쇼에이의 조직인 오오자루회의 영역에 있는 마을의 오솔길에 자리잡고 있으며, 자신의 무서움을 널리 알리는 동요를 퍼뜨려 도시전설로 여자들을 꾀어낸 다음 그 여자들을 습격해 얼굴을 거대 가위로 잘라가버리는 엽기적인 수법으로 경외를 모으고 있었다.
잘라가버린 여자들은 성불하지 못하고 그 곳을 계속 떠돌고 있으며, 잘라가버린 여자들의 얼굴은 자신의 망토 안쪽에 전시해, 외가 부족해지면 그 얼굴들 중 하나를 뭉개뜨리는 공포스러운 방식으로 모자란 외를 보충하는 식으로 행동한다.
결국 리쿠오와 쇼에이의 귀전으로 완전히 경외를 잃고 소멸해버린다.
▩ 식인 마을
[출현 : 불명 / 모티브 : 스기사와 마을 전설]
햐쿠모노가타리구미의 힘으로 만들어진 도시전설의 요괴
사람을 잡아먹는 식인종들이 사는 마을이 있다는 도시전설이 힘을 얻어 실체화해 요괴가 되어버렸으며, 평소엔 결계를 쳐 자신들의 위치를 알 수 없게 해놨으나 자신들의 정체에 흥미를 갖고 들어온 자들에게는 길을 열어 마을로 꾀어 잡아먹는 수법으로 외를 모으고 있었다.
결국 유라와 류지의 콤보 공격으로 소멸하고 만다.
본래 그냥 자그마한 폐옥이었으며, 그 폐옥이 허황된 소문에서 발단이 된 괴담으로 힘을 얻어 요괴 마을로 실체화했던 것이었다.
지하철 소녀 유령
[출현 : 도쿄(東京) / 우키요에 마을(浮世繪村)]
햐쿠모노가타리구미의 힘으로 만들어진 도시전설의 요괴
토리이를 납치한 야나기다가 지하철에 떠돌던 도시괴담을 토리이를 매개체로 해서 실체화해 만든 요괴로 토리이랑 굉장히 닮아 있다.
사용하지 않게 된 지하철 역에 생매장된 신생아의 영혼이 원한을 가지고 성장해 자신의 몸을 계속해서 찾아 헤맨다는 괴담에서 태어났으며, 4시 44분에 우키요에 마을 지하철 선을 지나가는 4호 열차에서 자신이 보이는 사람들을 데려가 자신의 육체를 제한시간 내에 찾게 하고 찾지 못하면 그 사람을 죽여버리는 형식으로 외를 모으고 있었다.
토리이를 찾아 헤매던 마키에게 접근해 마키를 죽여 경외를 모으려던 도중, 쿠로타보의 습격으로 결국 소멸한다.
만바무카데(まんば百足)
[출현 : 에도(江戶) / 겐로쿠 시대(元綠 時代)]
에도 시대 떼, 산모토가 햐쿠모노가타리로 창조한 요괴
자신이 기생들과 회포를 풀 때 나타난 지네를 보고 영감을 떠올려 만든 요괴로 독지네가 기생들을 물어 물린 기생들을 죄다 죽여버린 괴담에서 창조되었다.
망자(妄者)라는 발음과 만바(まんば)라는 발음이 비슷한 언어유희를 원리로 만들어졌기 때문에 늘 만나는 사람마다 "만바가 되겠느냐~?"라고 말하면서 지네를 이용해 물어죽인다.
어린아이들을 지키려던 야마부키오토메를 습격하려다가 누라 리한에게 두동강난다.
오니요타카(鬼夜鷹)
[출현 : 에도(江戶) / 겐로쿠 시대(元綠 時代) / 야나기도오리(柳通り)]
에도 시대 때, 산모토가 햐쿠모노가타리로 창조한 요괴
야나기도오리에서 지나가는 남자들을 유혹한 후 남자들이 따라오면 그 즉시 본모습인 도깨비로 변해 잡아먹는다는 괴담에서 창조되었다.
누라 리한에게 접근하지만 결국 두동강난다.
거인. 오오로이(王廊)
[출현 : 에도(江戶) / 겐로쿠 시대(元綠 時代)]
에도 시대 때, 산모토가 햐쿠모노가타리로 창조한 거인 요괴
거대한 산모토 저택을 두 손에 들고 흔들어 댈 정도로 거대하지만 결국 누라 리한에게 두동강난다.
오오로이라는 이름은 축구선수이름에서 따왔다
쿠단(件)
[출현 : 야마가타 현(山形縣) / 낙농장(酪農場)]
햐쿠모노가타리구미의 힘으로 만들어진 도시전설의 요괴. 동음이의어로 켄(件)이라고 잘못 불린다.
미래를 예언한다는 요괴로 알려져있으며, 소의 새끼로 태어나 반인반우(머리 : 사람 / 몸 : 소)의 형상으로 태어난다고 한다. 태어나는 즉시 예언을 말하는데 그 예언은 자신의 목숨을 걸고 얘기하는 것이기 때문에 절대적으로 틀리지 않는다고 함.
태어나자마자 일본의 멸망을 선포, 살고 싶다면 인간과 요물 사이에서 태어난 저주받은 자 '누라 리쿠오'를 죽이라고 예언한다.
아오안돈(靑行焞)
[출현 : 도쿄(東京) / 시부야(渋谷)]

## 그 밖의 요괴
운가이쿄(雲外鏡)
성우 - 이와타 미츠오
몇년 전에 우키요에 마을에 들어온 무소속의 떠돌이 거울요괴로 통칭 보라색 거울. 이 거울을 본 인간은 13세 생일날때 죽는데 13(쥬산)이라는 숫자의 발음하고 미쇼(결실을 맺는다는 의미)의 발음이 서로 비슷하기 때문에 요괴세계에서는 예로부터 성년이라 일컬었다고 하기 때문에 즉 그 길일에 성년이 된 아이를 노려 잡아먹는 요괴이다. 13번째 생일을 맞아 13세가 된 카나를 습격하다가 갑자기 나타난 리쿠오에게 죽임을 당한다.

이소메이소구치

스네코스리

## 인간

### 키요쥬지 괴기탐정단
이에나가 카나
성우 - 히라노 아야, 멜라 리(북미판)
리쿠오의 소꿉친구. 히로인 중 한명으로 하지만 실제론 성격은 내숭에 순수하지 않고  겁이 매우 많기 때문에 귀신, 도깨비, 요괴를 무서워한다. 상당한 미소녀이라고 하지만 어디까지나 페이크 히로인 엑스트라나 다름없기 때문에 교내에서도 인기가 많지만 카나 본인은 요괴모습의 리쿠오를 좋아하고 있다.(뻔뻔하게)
키요쥬지 키요츠구
성우 - 타니야마 키쇼, 샘 리걸(북미판)
리쿠오의 클래스메이트. 키요쥬지 괴기탐정단의 단장으로 요괴나 귀신, 도깨비등에 관심이 매우 많다.
초등학생 때에는 요괴의 존재를 부정하였지만 4년 전 가고제회의 습격을 받아 죽을 뻔할 때 요괴로 변한 리쿠오에 의하여 목숨은 건진 이후에는 요괴에 흠뻑 심취하게 되었다. 정보수집 능력이 뛰어나 리쿠오와 그 친구들에게 많은 정보를 알려준다.
토리이 나츠미
성우 - 히라타 마나, 에리카 할래커(북미판)
리쿠오의 클래스메이트. 마키하고는 친한친구 사이로 마키하고 함께 어울려 다닐때가 많다. 시코쿠 팔십팔귀야행편 때 칠인동행 중 한명이면서 시코쿠의 간부중 한명인 소데모기에게 저주를 받아 죽을 위기에 처하지만 리쿠오와 쿠로타보에 의하여 살아난다.
마키 사오리
성우 - 아스미 카나, 웬디 리(북미판)
리쿠오의 클래스메이트. 중학교 1학년이라고는 생각되지 않을 정도의 나이스바디의 소유자로 토리이하고는 친한 친구 사이다. 항상 토리이하고 어율려 다닐때가 많다.
시마
성우 - 카키하라 테츠야, 돈 A. 노딘(북미판)
리쿠오의 클래스메이트로 키요츠구랑 붙어 다닐때가 많다. 축구부 소속으로 청소년 대표팀에 선발될 정도로 실력이 뛰어나다. 츠라라를 좋아하지만 츠라라는 일편단심 리쿠오를 좋아하기 때문에 만날 차인다.

### 케이카인 가(花開院家)
케이카인 유라(花開院ゆう)
성우 - 마에다 아이, 소피 로버츠(북미판)
리쿠오의 클래스메이트로 키요쥬지 괴기탐정단의 멤버. 하지만 그 정체는 모든 음양사들의 정점인 케이카인 가문의 후계자이면서 케이카인 가문 27대 당주인 케이카인 히데모토의 손녀이다.
수행을 위해서 교토에서 우키요에 마을로 왔으며 주 술법방식은 강력한 공격력을 지닌 식신을 사용해 공격하는 방식으로 나이는 아직 어리지만 케이카인 가문의 후계자답게 한꺼번의 2~3마리 이상의 식신을 다룰 정도로 정신력이 강하며 음양사로서의 실력과 전투력 역시 매우 뛰어나다. 그 실력은 누라리횬이나, 리쿠오도 인정할 정도로 강하다.(전투력은 리쿠오보다 약한 수준이지만.)
말투는 사투리를 잘쓰며 리쿠오(특히 요괴일 때 리쿠오)를 나쁜짓을 하는 같은 반 친구로 생각하다. 자존심이 강하고 요괴에게 도움받는 걸 최고의 수치로 여기기 때문에 지금까지 리쿠오에게 3번이나 도움 받은 것을(한때 누라구미 산하조직이었던 배신자 큐소구미에게 습격을 당하여 카나와 함께 큐소구미에게 인질로 붙잡혔을때, 시코쿠 팔십팔귀야행때 민간인들을 지키기 위해 타마즈키에게 겁도 없이 덤볐다가 타미즈키에게 죽을뻔 할 때, 자신의 오빠인 류지하고 대결하다가 위험에 처했을 때)자신에게 모욕감을 주는 것으로 생각해버리고 만다.
후에 교토 전쟁에서 니죠 성에서 리쿠오와 함께 하고로모기츠네에게 맞서다가 죽을 뻔했으나 또 다시 리쿠오에게 도움을 받아 목숨을 부지한다. 그 후, 아베노 세이메이가 다시 지옥으로 돌아가자 자신도 강해질 것을 다시 한 번 다짐한다.
- 도구
  - 식지(式紙) - 사역 생명체인 식신을 불러내는 식지와, 그 외의 여러 기타 음양술을 사용할 수 있는 식지가 있다.

- 술법
  - 멸(滅) - 식지를 요괴에게 던져, 그 식지가 요괴에게 닿은 순간 식지와 함께 요괴를 소멸시키는 공격 음양술
  - 폭(爆) - 식지를 요괴에게 던져, 그 식지가 요괴에게 닿은 순간 식지와 함께 요괴를 폭파시키는 공격 음양술
  - 수호(守護) - 여러 장의 식지를 주변에 둘러, 요괴의 공격을 방어하는 결계를 두르는 방어 음양술

- 식신(式神)
  - 식신. 탐랑(式神. 貪狼) - 거대한 늑대 형태의 식신, 요괴를 뼛속까지 안 남기고 죄다 잡아먹어버린다.
  - 식신. 녹존(式神. 鹿存) - 사슴 형태의 식신, 머리에 난 거대한 뿔로 요괴를 받아 밀치기도 하며 가끔씩 유라가 원거리를 달릴 때, 혹은 누군가를 피신시킬 때 녹존을 사용하곤 한다.
  - 식신. 무곡(式神. 武曲) - 갑옷을 입은 무사 형태의 식신, 들고 있는 창을 휘두르면서 요괴를 찍고 베어가른다.
  - 식신. 거문(式神. 巨門) - 거대한 코끼리 형태의 식신, 그 힘과 덩치로 주변에 있는 모든 요괴를 깔아뭉갠다.
  - 식신. 염정(式神. 廉貞) - 금붕어 형태의 식신.
  - 식신. 파군(式神. 破軍) - 케이카인 家에 대대로 내려오는 궁극의 비전 음양술, 13대째 당주인 히데모토가 누라구미 초대 대장 누라리횬과 함께 하고로모기츠네를 봉인한 음양술이며, 케이카인 家의 역대 당주들을 불러모으는 술법이다. 다른 음양사들은 이 당주들을 부리거나 혹은 봉인술로 착각하는 경우가 있으나 파군은 술자의 정신력을 단련하여 그 술자에게 가장 어울리는 형태로 극한의 음양술을 발동할 수 있게 해주는 술법이다. 13대째 히데모토는 파군을 쓸 수 있는 자는 이 케이카인 家를 이끌어나갈 수 있는 '재능 있는 자' 즉, 당주의 자격을 얻을 것이라고 유언을 남겼었다.

- 기술
  - 파군. 발동(破軍. 發動) 유라 VER. - 유라의 파군 발동 버전, 발동하면 유라의 손에 해골 형상을 한 바주카(?)가 생기며 그 형상에서 봉인의 힘을 지닌 강력한 음양의 에너지를 발사할 수 있다.
  - 황천 보내기. 수포총(黃泉送葬. 水包銃) 유라 MAX - 식신. 염정과 인식일체 상태가 되어 염정을 왼팔에 융합시켜 거대한 수포총으로 변환시킨 다음, 거기서 엄청난 위력을 지닌 수포(水包)를 발사하는 공격술. 유라 MAX는 본인 취향으로 붙인 별칭.
  - 금강신장무곡(金强神將武曲) - 파군으로 식신. 무곡을 강화시킨 버전, 무곡의 덩치가 엄청나게 커지며 입고 있는 갑옷도 화려해지고 무기도 창에서 도끼로 변화한다.
  - 황천 보내기. 유라 맥스 카이. 신 arrow(신수봉궁)  - 파군, 녹존, 그리고 염정 세마리를 융합시켜 커다란 활로 변환시키고 강한 위력의 신수봉궁(神獸奉弓)을 발사하는 공격.

케이카인 류지(花開院龍二)
성우 - 코니시 카츠유키, 케빈 덜레이니(북미판)
유라의 오빠이자 케이카인 본가의 일원
험상궂게 생긴 눈매와, 외모값을 하듯 상당히 삐뚤어진 성격을 지니고 있으며 동생인 유라를 괴롭히고 유라가 쩔쩔매는 것을 보면서 좋아하곤 한다.
음양사로써의 재능 자체는 유라에겐 못미치는 듯 하지만 식신의 활용 방법이 다채로워 공격 패턴이 단순해 당하는 경우가 많은 유라와는 달리 술법의 본질을 숨기며 싸우는 등 책략에 능하다. 그리고 류지의 진짜 능력은 바로 '거짓말', 음양술을 시전하는 내내 거짓말이나 속임수, 트릭으로 상대의 정신을 쏙 빠지게 만드는 것이 류지의 특기, 자신의 음양도에 대해 엄청난 긍지를 가지고 있으며 흰색인 음양사와 대립하는 검은 색인 요괴들에겐 무자비한 면모를 보인다. 요괴들을 굉장히 싫어하기 때문에 회색인 반요들에 대해서도 상당히 좋지 않은 감정을 지니고 있다.
유라를 언제나 기상천외한 방법으로 골탕먹이거나 괴롭히곤 하며, 언제나 폭언과 폭력은 기본이고 여자로 취급도 하질 않는데다 콜라를 폭발시켜 유라를 콜라범벅으로 만들기도 했었다. 동생이긴 하지만, 한 번 리쿠오를 감싼 유라에게 무자비하게 음양술을 사용하는 냉혹한 모습도 보인다.
- 식신
  - 식신. 언언(式神. 言言) - 물의 형태를 한 식신, 류지가 주로 사용하는 식신이며 류지가 하는 말과 언어에 따라 자유자재로 움직인다.
  - 식신. 앙언(式神. 仰言) - 연꽃의 형태를 한 식신, 금속의 표면에서 응결되어 생겨난 이슬을 하나하나 모아 만들어진 금생수(金生水)로 이루어진 식신이며, 이 금생수의 물은 순도 99.9999%를 자랑하는 세상에서 가장 맑고 깨끗하며 부드러운 물이다. 이 꽃에서 나오는 금생수는 닿은 모든 것을 부식시키고 녹이며, 상대를 끊임없이 둘러싸며 공격한다.
  - 식신. 광언(式神. 狂言) - 인간의 형태로 변신할 수 있는 검은 물의 형태를 한 식신, 맹독을 지닌 물이며 3시간 안에 해독제를 마시지 않으면 죽음에 이른다.
  - 식신. 수룡(式神. 水龍) - 물로 이루어진 용 형태를 한 식신

- 술법
  - "먹어라, 아랑..." - 류지가 언언에게 명령을 하는 트릭, 보통 상대는 아랑(餓狼)이라는 가짜 이름과 '먹어라'라고 하는 명령 때문에 지금 사용하는 식신이 공격적인 식신이라고 착각하는 경우가 생기는데 사실 이건 류지가 노리는 트릭이다. 이미 언언은 상대의 몸 속으로 들어가고 난 후이다.
  - "달려라, 언언..." - 상대방의 몸 속으로 들어간 언언이 마구 난동을 부리며 몸속을 헤집고 다니는 기술, 상대는 눈, 코, 입에서 물을 쏟으며 숨이 막혀 질식한다.
  - 금생수의 꽃(金生水の花) - 앙언이 금생수를 발산하면서 상대에게 달려드는 기술, 상하전후좌우는 물론 땅 속에서도 뚫고 나오기 때문에 어디서 나올 지 공격 궤도를 예측하는 것이 힘들다.
  - 금생수의 진(金生水の陳) - 금생수의 꽃으로 상대의 정신을 빼놓은 다음, 상대가 혼란에 빠진 것을 틈타 금생수로 이루어진 방위결계를 상대 주위에 두르는 기술, 결계에 둘러싸인 순간 일제히 금생수가 위로 솟구쳐 상대를 산산히 부식시킨다. 이 진을 만드는데에는 3분 정도의 시간이 소요된다.
  - 금생수의 유성(金生水の流星) - 금생수를 일제히 상대에게 발산해 공격하는 기술.

케이카인 마미루(花開院魔魅流)
성우 - 노지마 켄지, 스티브 캐넌(북미판)
유라의 사촌이자 케이카인 분가에서 재능을 개화시켜 본가로 들어온 음양사
감정이 없고 오직 명령만을 따르는 인형같은 면모를 지녔으며, 유라의 말에 따르면 예전엔 이러지 않았으나 유라를 지켜주기 위해 재능을 개화시키지만 그 과정에서 감정을 잃어버린 것으로 추정된다.
류지와 유라와 콤비를 이루고 다니며, 류지의 명령을 따르는 편이지만 가끔씩 유라를 지키려 독단적으로 행동하기도 한다.
- 술법
  - 식신융합. 멸(式神融合. 滅) - 몸에 번개를 발산하는 식신을 융합시킨 마미루는 전신에서 번개를 발산하는 체질이 되었는데, 이 체질은 물을 사용하는 류지의 공격과 콤보를 이룬다. 류지가 물로 상대를 공격한 후 마미루가 감전시켜 끝내곤 한다.

케이카인 히데모토. 27대(花開院秀元. 二十七隊)
성우 - 아키모토 요스케
모든 음양사들의 정점인 케이카인 가문의 27대 당주로 유라의 친할아버지.
후에 케이카인 본가에 쳐들어 온 쇼우케라에게 죽는다.
- 술법
  - 케이카인 음양술. 주장 사슬(花開院陰陽術. 呪葬鋃) - 음양술 문자가 적힌 주문으로 상대를 포박하는 음양술.

케이카인 히데모토. 13대(花開院秀元. 十三隊)
성우 - 미도리카와 히카루, 리엄 오브라이언(북미판)
아시야 가문 직계 후손 케이카인 家의 13대 당주.
천재 음양사로 통하며
- 술법
  - 케이쵸의 봉인(慶長封印) - 히데모토가 쿄 요괴들이 다시 돌아와 교토에서 활개치지 못하도록 교토의 지맥을 나선 형태로 엮어 만들어낸 강력한 결계. 에도 시대 때 텐카이 승정이 비슷한 방식으로 에도에 결계를 쳐 300년이나 에도를 요괴들로부터 지켜왔었지만 히데모토의 결계는 그것을 100년이나 웃돈 400년의 세월 동안 교토를 요괴들로부터 지켜왔다. 도쿄에 있는 8개의 문화유산들을 점으로 삼아 그것들을 나선 형태로 선을 이어 후시메이나리 신사에서부터 니죠 성까지 엮었다.

- 식신
  - 식신. 지도(式神. 地圖) - 교토의 지형을 입체모형으로 만든 식신을 소환한다.
  - 식신. 우차(式神. 牛車) - 검은 소가 끄는 화려하게 장식된 가마 형태의 식신을 소환한다. 히데모토가 어딘가 멀리 이동할 때 사용한다.
  - 식신. 파군(式神. 破軍) - 케이카인 家에 대대로 내려오는 궁극의 비전 음양술, 13대째 당주인 히데모토가 누라구미 초대 대장 누라리횬과 함께 하고로모기츠네를 봉인한 음양술이며, 케이카인 家의 역대 당주들을 불러모으는 술법이다. 다른 음양사들은 이 당주들을 부리거나 혹은 봉인술로 착각하는 경우가 있으나 파군은 술자의 정신력을 단련하여 그 술자에게 가장 어울리는 형태로 극한의 음양술을 발동할 수 있게 해주는 술법이다. 13대째 히데모토는 파군을 쓸 수 있는 자는 이 케이카인 家를 이끌어나갈 수 있는 '재능 있는 자' 즉, 당주의 자격을 얻을 것이라고 유언을 남겼었다.

1. . 파군. 발동(破軍. 發動) 히데모토 VER. - 히데모토의 파군 발동 버전. 바주카 포인 유라의 형상과는 달리 선신이 된 역대 당주들이 상대를 둘러싸고 주문을 외우면 주문에서 나온 봉인의 음양 에너지가 상대를 포박한다.

케이카인 아키후사(花開院秋房)
케이가인의 당파중 하나인 야소(八十)류의 음양술사. 요도 제작의 천재이며 자신의 몸에 요괴의 힘을 깃들게 하여
공격하는 빙귀(憑鬼)창을 사용한다. 작중에선 나선봉인중 제 3봉인에서 케이가인 파토, 케이가인 마사츠구와 함께 하고로모 기츠네를
멸하려 하였으나 도리어 패배하고 미나고로시지조에게 몸을 빼앗기고 만다.(유라와 류지에 의해 정신을 차림) 아베노 세이메이가 부활한 후, 리쿠오에게 네네키리마루를 훨씬 능가하는 강력한 요도나 퇴마도를 제작해 달라고 부탁 받는다.
- 술법

- 야소류음양술.빙귀창(八十流陰陽術.憑鬼槍)

케이카인 파토(花開院破戸)
- 술법

- 식신.고모라마루(式神.强毛裸丸)

케이카인 마사츠구(花開院雅次)
- 술법

- 후쿠쥬류 결계술.전방위금병풍(福寿流結界術.全方位金屛風)

케이카인 히사
케이카인 하이고
케이카인 고라
케이카인 코레토
케이카인 슈지

### 고카도인 가(御門院家)

#### 백장. 아베노(白裝. 安倍)
아베노 오로치(安倍雄呂血)
[재위 기간 : 1185년 ~ 1333년]
고카도인 가문 3대 당주
뿔이 달린 베일을 쓰고 하얀 장속을 입은 여성이며 정화의 선두에 나선 흑장. 고카도인들을 자신의 식신인 오로치를 사용해 엄호한다.
- 술법
  - 매장충(埋葬蟲) - 목에 걸고 있는 수정 안에 있는 벌레를 이용해 술법을 부린다.(언령 - 육진.낙욕[20]이 많을 지언정 모두 멀리하라)

- 식신
  - 오로치(雄呂血) - 하늘에서 머리가 여덟인 뱀을 소환한다. 거대한 크기이며 이걸 이용해 정화를 시작한 고카도인 음양사들을 엄호한다.

아베노 아리유키(安倍有行)
[재위 기간 : 1334년 ~ 1392년]
고카도인 가문 4대 당주
햐쿠모노가타리구미가 일으킨 도시게임 끝판에 등장했으며, 엔쵸와 몰래 협정을 맺고 산모토를 누에의 부활에 필요한 경외의 땅을 만들기 위해 암약한다. 류지가 엔쵸를 추적해 전투하려는 순간 엔쵸를 도우며 처음 등장했다.
자그마한 키에 금빛이 감도는 백발을 한 소년의 모습이지만 4대째 당주인만큼 9대 당주인 히루코보다 500살이나 연상

#### 흑장. 고카도인(黑將. 御門院)
고카도인 유이유이(御門院心結心結)
[재위 기간 : 1477년 ~ 1568년]
오로치 다음으로 유일무이한 고카도인 가문의 6대 여성 당주.
곰인형과 장미로 이루어진 카추샤와 고스로리 풍의 드레스 차림의 소녀로, 언제나 항상 산소마스크를 쓴 곰인형을 들고 있다.
202화에서 조로구미를 조종해 서로 공격하게 만들어 습격한 것으로 보아서 메즈마루와 비슷한 조종능력을 가지고 있다.
고카도인 텐카이(御門院天海)
[재위 기간 : 1569년 ~ 1643년]
고카도인 가문 7대 당주
땅딸막한 키에 거대한 삿갓을 쓰고 이상한 탈을 쓰고 있다.
누라리횬의 과거편에서 어떤 승려가 이름을 언급한 적이 있으며, 과거 도쿠가와 막부 시절 때 자신의 음양술을 이용해 음지에서 막부를 조종해 정치를 쥐락펴락한 노승.
자신의 실험을 위해서 교토에 있는 요물과 인간을 죄다 쓸어버리는 광기를 보인다.
현재 교토를 침공해 쿄 요괴들과 케이카인 가문과 전투 중이다.
- 식신
  - 나선충(螺線蟲) - 텐카이의 식신, 달팽이의 형상을 하고 있다.

고카도인 야스타다(御門院泰忠)
[재위 기간 : 1644년 ~ 1852년]
고카도인 가문 8대 당주
커다란 얼굴에 덥수룩한 수염을 지닌 남성.
고카도인 히루코(御門院水蛭子)
[재위 기간 : 1853년 ~ 1867년]
고카도인 가문 9대 당주
긴머리를 드레드 스타일로 한 다음 뒤로 묶었으며 괄괄하고 포악한 성격.
나가치카, 아리히로와 함께 교토를 침공해 날뛰던 중 큐슈 지방에 찾아온 츠치구모의 기운을 느끼고 큐슈에 침공, 츠치구모와 유라와 접전을 벌인다. 츠치구모를 날려버린 다음 큐슈에 있던 츠치구모의 고향인 츠쿠모야행에서 날뛰던 중 리쿠오, 타마즈키, 닷사이와 조우해 전투를 벌인다.
- 술법
  - 오행술(五行術) - 히루코는 전신이 음양오행(陰陽五行)중 오행의 5가지 요소로 이루어져 있으며, 왼팔은 불(火), 오른팔은 물(水), 왼쪽 다리는 흙(土), 오른쪽 다리는 금(金), 머리카락은 나무(木)이다. 히루코는 오행의 상극의 원리를 가뿐히 무시해버린 채 상극이 되는 원소들을 멋대로 섞어 사용할 수 있다. 상극이 되는 원소들을 억지로 섞는 만큼 그 힘은 엄청나다고 할 수 있다.

- 기술
  - 불꽃의 좌익(炎左翼) - 화염의 왼팔에서 불꽃을 발사하는 기술.
  - 나무 머리칼 - 드레드 머리에서 나무덩굴을 발사해 상대를 속박하는 기술.
  - 화극금련각(火克金連脚) - 오행 원소 중 금과 불의 힘을 섞어 구체로 만들어 던지는 기술. 본래 금과 불은 서로가 상극의 관계이기 때문에 절대 섞일 수 없지만 히루코는 그걸 가뿐히 무시한다.
  - 오온개구(五蘊皆球) - 오행의 모든 요소를 억지로 섞어 구형의 에너지 탄으로 변화시킨 다음 발산하는 기술.

고카도인 아리히로(御門院有弘)
[재위 기간 : 1868년 ~ 1926년]
10대째 당주
히루코, 나가치카와 함께 큐슈를 침공했으며 닷사이와 조우해 전투한다.
- 식신
  - 날아다니며 성장하는 매의 말예 - 대량 번식하는 타입인 다중식신(多衆式神)이며 날아오르면 날아오를수록 번식하여 상대를 둘러싼 다음 통째로 달려들어 상대를 잡아먹는다.

고카도인 나가치카(御門院長親)
[재위 기간 : 1927년 ~ 1945년]
11대째 당주
히루코, 아리히로와 함께 큐슈를 침공했으며 타마즈키와 조우해 전투한다.
타마즈키와 전투를 하며 처음엔 우세한 듯 보였으나, 결국 타마즈키에 의해 전신의 피가 폭발해 죽는다.
- 술법
  - 결계안(結界眼) - 나가치카는 굉장한 약시이기 때문에 전방을 2.5m 정도밖에 보지 못한다. 그로 인해 환술 계열의 공격같은 경우 환각 자체를 보지 못하기 때문에 아예 통하지 않는다.

- 도구
  - 불급라(佛及羅) - 나가치카가 지닌 검, 나가치카의 결계안 범위인 전방 2.5m를 60%정도 채우는 1.5m의 길이이며 나가치카의 팔이 1m이기 때문에 불급라를 휘두르면 딱 자기 간격 안에 있는 모든 것을 벨 수 있는 길이가 된다.

#### 그 외
고카도인 타이세이(御門院泰世)
고카도인 가문의 일원이자 음양사
수복된 네네키리마루를 완성시킨 아키후사가 있는 오소레잔에서 아키후사와 이타코인 모모이시와 함께 지낸다.
처음엔 아키후사를 좋게보고 있었으나 아키후사가 자신의 주인인 아베노 세이메이의 적인 누라리횬의 동료라는 것과 세이메이를 멸할 힘을 지닌 칼을 수복했다는 걸 알고는 칼을 돌려받으러 온 리쿠오 일행과 함께 통째로 아키후사를 없애려 한다.
하지만 개량된 네네키리마루의 일격에 의해 패배한다.
- 술법
  - 사령술(死靈術) - 시체에 혼을 불어넣어 조종하는 음양술.

- 도구
  - 하구루가마(歯車鎌) - 요도를 부수는 힘을 지닌 거대 낫, 톱니바퀴 4개가 이어진 형상을 하고 있으며 톱니바퀴들이 저절로 움직여 상대를 공격한다.

### 등장인물의 친척
케이카인 코레미츠

### 400년 전 교토·오사카
요도도노
도요토미 히데요리
텐카이 승정